# تدخين
التدخين هو عملية يتم فيها حرق مادة التبغ وبعدها يتم تذوقه أو استنشاقه. وتتم هذه العملية في المقام الأول باعتبارها ممارسة للترويح عن النفس . ينتج عن احتراق التبغ العديد من المواد الكيميائية وفي مقدمتها النيكوتين المادة الفعالة في المخدر، مما يجعلها متاحة للامتصاص من خلال الرئة. هناك آلاف من المواد الكيميائية التي تؤثر على الجهاز العصبي المركزي وتعد السجائر هي أكثر الوسائل شيوعًا للتدخين في الوقت الراهن، سواء كانت السيجارة منتجة صناعيًا أو ملفوفة يدويًا من التبغ السائب وورق لف السجائر. وهناك وسائل أخرى للتدخين تتمثل في الغليون، السيجار، الشيشة، والبونج «غليون مائي».
يعد التدخين من أكثر المظاهر شيوعا لاستخدام المخدرات الترويحية. وفي الوقت الحاضر، يعد تدخين التبغ من أكثر أشكال التدخين شيوعًا حيث يمارسه 1,3 مليار شخص، أكثر من 80% منهم يعيش في البلدان المنخفضة والمتوسطة الدخل. وهناك أشكال أقل شيوعًا للتدخين مثل تدخين الحشيش والأفيون. وتعتبر معظم المخدرات التي تُدخن إدمانية. وتصنف بعض المواد على أنها مخدرات صلبة مثل: الهيروين والكوكايين الصلب. وهي مواد ذات نسبة استخدام محدودة حيث أنها غير متوفرة تجاريًا.
يرجع تاريخ التدخين إلى عام 5,000 قبل الميلاد، حيث وُجد في العديد من الثقافات المختلفة حول العالم. وقد لازم التدخين قديما الاحتفالات الدينية؛ مثل تقديم القرابين للآلهة، طقوس التطهير، أو لتمكين الشامان والكهنة من تغيير عقولهم لأغراض التكهن والتنوير الروحي. جاء الاستكشاف والغزو الأوروبي للأمريكتين، لينتشر تدخين التبغ في كل أنحاء العالم انتشارًا سريعًا. وفي مناطق مثل الهند وجنوب الصحراء الكبرى بأفريقيا، اندمج تدخين التبغ مع عمليات التدخين الشائعة في هذه الدول والتي يعد الحشيش أكثرها شيوعًا. أما في أوروبا فقد قدم التدخين نشاطًا اجتماعيًّا جديدًا وشكلًا من أشكال تعاطي المخدرات لم يكن معروفًا من قبل.
اختلفت طرق فهم التدخين عبر الزمن وتباينت من مكان لآخر، من حيث كونه مقدسًا أم فاحشًا، راقيًا أم مبتذلًا، دواءً عامًا -ترياقًا- أم خطرًا على الصحة. ففي الآونة الأخيرة وبشكل أساسي في دول الغرب الصناعية، برز التدخين باعتباره ممارسة سلبية بشكل حاسم. في الوقت الحاضر، أثبتت الدراسات الطبية أن التدخين يعد من العوامل الرئيسية المسببة للعديد من الأمراض مثل: سرطان الرئة، النوبات القلبية، ومن الممكن أن يتسبب أيضًا في حدوث عيوب خلقية. وقد أدت المخاطر الصحية المثبتة عن التدخين، إلى قيام الكثير من الدول بفرض ضرائب عالية على منتجات التبغ، بالإضافة إلى القيام بحملات سنوية ضد التدخين في محاولة للحد من تدخين التبغ.
وفقًا لمنظمة الصحة العالمية فأن التدخين يعد أحد أكبر التهديدات الصحية العامة التي شهدها العالم على مرّ التاريخ، فهو يُودي كل عام بحياة أكثر من 8 ملايين نسمة، منهم 1,2 مليون وفاة في أوساط غير المدخنين الذين يتعرضون لدخان السجائر بشكل غير مباشر.
في عام 2020، بلغت نسبة متعاطي التبغ 22.3% من سكان العالم، 36.7% من الرجال و7.8% من النساء.

## التاريخ

### التاريخ القديم

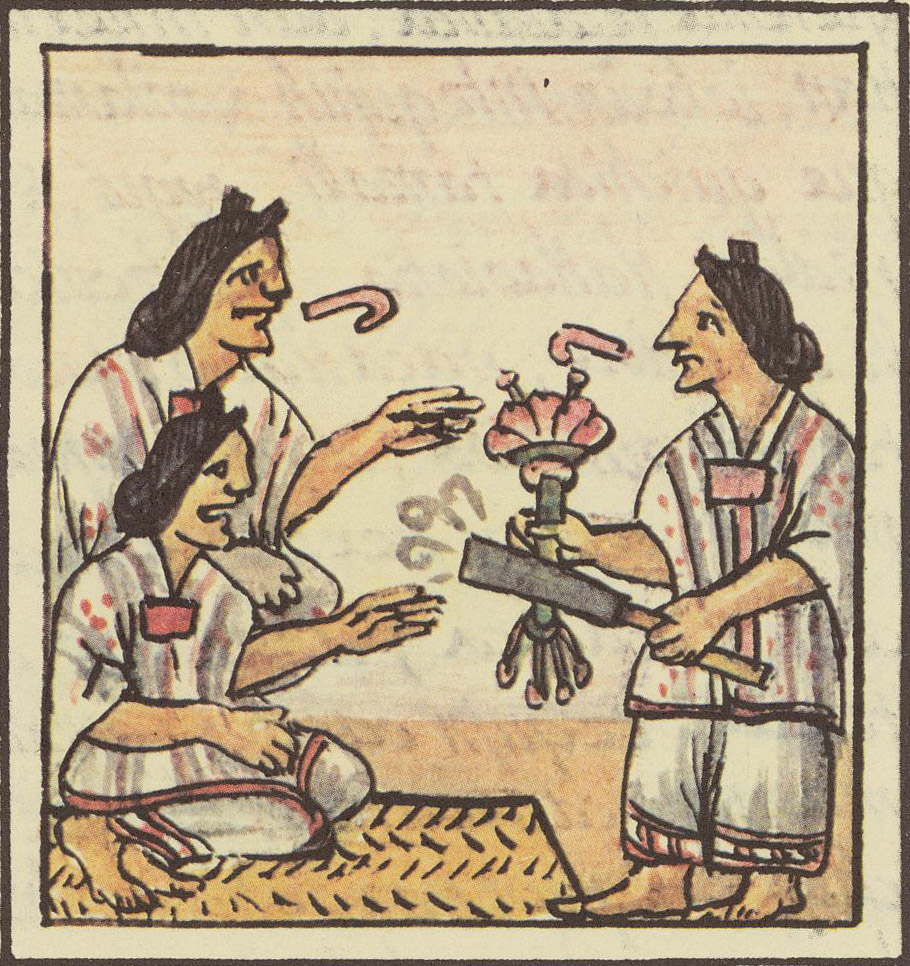
نسوة من شعب الأزتك يتسلمن الزهور وأنابيب التدخين قبل تناول الطعام في المأدبة، كتب Florentine Codex، القرن السادس عشر.

يرجع تاريخ التدخين إلى عام 5000 قبل الميلاد في الطقوس الشامانية. وقد قامت الكثير من الحضارات ومنها البابلية والهندية والصينية بحرق البخور كجزء من الطقوس الدينية، وكذلك قام بنو إسرائيل ولاحقا الكنائس المسيحية الكاثوليكية والأرثوذكسية بالفعل نفسه. ويرجع ظهور التدخين في الأمريكتين إلى الاحتفالات التي كان يقيمها كهنة الشامان ويحرقون فيها البخور، ولكن فيما بعد تمت ممارسة هذه العادة من أجل المتعة أو كوسيلة للتواصل الاجتماعي. كما كان يُستخدم تدخين التبغ وغيره من المخدرات المسببة للهلوسة من أجل إحداث حالة من الغيبوبة أو للتواصل مع عالم الأرواح.
ويرجع تاريخ استخدام مواد مثل الحشيش، الزبد المصفى (السمن)، أحشاء السمك، جلود الثعابين المجففة، وغيرها من المعاجين التي تُلف وتُشكل حول أعواد البخور إلى 2000 عام على الأقل. وقد كان يوصف التبخير (dhupa) وقرابين النار (homa) في طب أيورفيدا لأغراض طبية وتمت ممارسة هذه العادات لمدة لا تقل عن 3000 سنة، بينما التدخين (dhumrapana) (ويعني حرفيًا «شرب الدخان») فتمت ممارسته لمدة لا تقل عن 2000 سنة. فقبل العصر الحديث، كانت تُستهلك هذه المواد من خلال أنابيب، وقصبة مختلفة الأطوال أو chillums.
وكان تدخين الحشيش رائجًا في الشرق الأوسط قبل وصول التبغ، وكان شائعًا قديما كنشاط اجتماعي تَمركز حول تدخين نوع من أنابيب التدخين المائية الذي يطلق عليه «شيشة». وبعد دخول التبغ أصبح التدخين مكونًا أساسيًأ في المجتمع والثقافة الشرقية، وأصبح ملازما لتقاليد مهمة مثل الأفراح والجنائز حيث تمثل ذلك في العمارة والملابس والأدب والشعر.
دخل تدخين الحشيش إلى جنوب الصحراء الكبرى في أفريقيا من خلال إثيوبيا وساحل إفريقيا الشرقي عن طريق التجار الهنود والعرب في القرن الثالث عشر أو ربما قبل ذلك. وقد انتشر على طرق التجارة نفسها التي كانت تسلكها القوافل المحملة بالبن والتي ظهرت في مرتفعات أثيوبيا. حيث تم تدخينه في أنابيب تدخين مائية تصنع من اليقطين مع جزء مجوف مصنوع من الطين المحروق لوضع الحشيش، ويبدو جليًا أن هذا اختراع أثيوبي وتم نقله فيما بعد إلى شرق وشمال ووسط إفريقيا.
وعند وصول أخبار من أول مستكشفين أوروبيين وطئوا أرض الأمريكتين، وردت أنباء عن الطقوس التي كان يقوم فيها الكهنة المحليون بالتدخين حتى يصلون إلى مستويات عالية من النشوة. ولذلك فمن غير المحتمل أن تكون تلك الطقوس قاصرة على التبغ فقط.

### الرواج

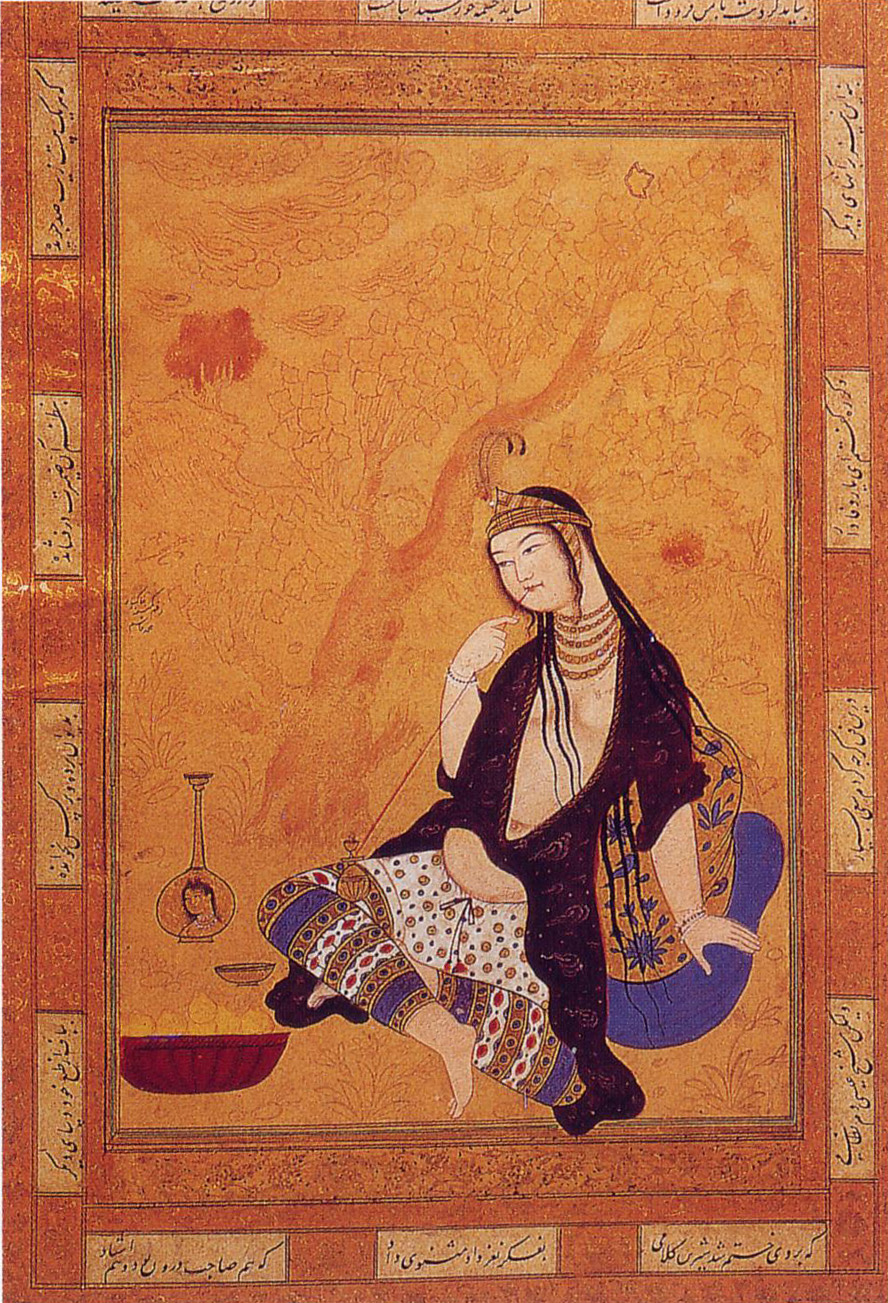
فتاة فارسية تدخن (رسمها محمد قاسم) في أصفهان، القرن السابع عشر

في عام 1612، بعد ست سنوات من إقامة مستوطنة جيمس تاون، أصبح جون رولف أول مستوطن ينجح في رفع مكانة التبغ إلى محصول نقدي. وفي وقت وجيز زاد الطلب على التبغ الذي وُصف بـ«الذهب البني»، بعد أن تسبب في ازدهار شركة Virginia join stock بعد فشل رحلتها في البحث عن الذهب. وتلبيةً لطلب العالم القديم، تمت زراعة التبغ بشكل متعاقب، مما تسبب في إنهاك الأرض. وكان هذا الأمر حافزًا لتوجه الاستيطان نحو الغرب في القارة المجهولة، وبالمثل كان التوسع في إنتاج التبغ. وقد كانت العبودية المرتبطة بعقد مؤقت هي الشكل الأساسي للقوى العاملة، واستمر هذا الأمر حتى ثورة بيكون، والتي تحول بعدها التركيز نحو العبودية. وتراجع هذا الاتجاه بعد الثورة الأمريكية حيث اعتبر الاسترقاق غير مربح. بيد أن تدخين التبغ قد عاد وانتشر في عام 1794 مع اختراع محلاج القطن.
وفي عام 1560 قدم رجل فرنسي يدعى جان نيكوت (الذي ينسب إليه لفظ النيكوتين) التبغ إلى فرنسا. وانتشر التبغ من فرنسا إلى إنجلترا. وفي عام 1556 شوهد أول رجل إنجليزي يدخن التبغ، وهو بحار شوهد وهو «ينفث الدخان من فتحتي أنفه». كان التبغ واحدًا من بين المواد المسكرة مثل الشاي والقهوة والأفيون التي كانت تستخدم في الأساس كشكل من أشكال الدواء. قُدم التبغ في عام 1600 من قبل التجار الفرنسيين إلى ما يعرف اليوم ب غامبيا والسنغال. وفي الوقت نفسه، قدمت القوافل القادمة من المغرب التبغ إلى المناطق المحيطة بمدينة تيمبوكتو، كما قدم البرتغالييون السلعة والنبات إلى جنوبي أفريقيا، ومنها انتشر التبغ في كل أنحاء أفريقيا بحلول منتصف القرن السابع عشر.
بعد فترة وجيزة من تقديم التبغ إلى العالم القديم، تعرض للنقد المتكرر من قبل الدولة وكبار رجال الدين. حيث كان السلطان مراد الرابع (1623-1640) أحد سلاطين الإمبراطورية العثمانية، من أوائل الذين حاولوا منع التدخين بدعوى أنه يمثل تهديدًا للصحة والأخلاقيات العامة. كما قام الإمبراطور الصيني شونجزين بإصدار مرسوم يقضي بمنع التدخين قبل وفاته بسنتين وقبل الإطاحة بسلالة مينج الحاكمة. وفي وقت لاحق، اعتبر المانشووي المنحدرين من سلالة تشينج الذين كانوا في الأصل قبيلة بدوية من المحاربين الفرسان، اعتبروا التدخين جريمة أكثر شناعةً من إهمال الرماية. وخلال عهد إيدو في اليابان، تعرضت بعض مزارع التبغ الأولية إلى الازدراء الشديد من قبل قادة القوات المسلحة اليابانية التي رأت أن هذا الأمر يعد تهديدًا للاقتصاد العسكري، حيث أن ذلك الأمر يمثل إهدارًا للأرض الزراعية القيمة في زراعة المخدرات بدلاً من استخدامها في زراعة محاصيل غذائية.

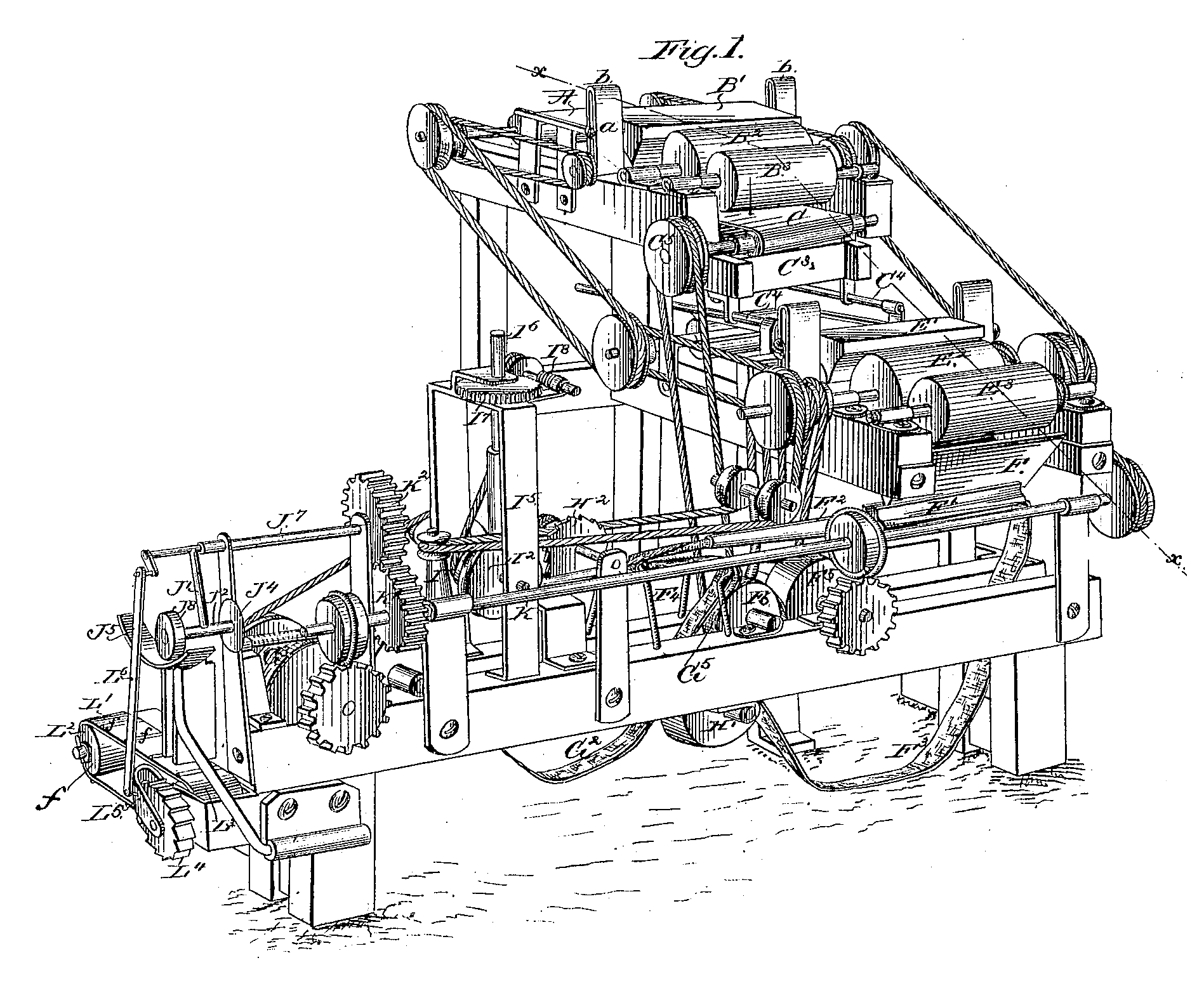
آلة لف سجائر اخترعها بونساك كما عرضت في مكتب براءات الاختراع الأمريكي، 238,640.

لطالما كان رجال الدين من أبرز المعارضين للتدخين حيث رأوا أن التدخين عمل غير أخلاقي. ففي عام 1634، قام بطريرك موسكو بحظر بيع التبغ وحكم على الرجال والنساء الذين يخالفون القرار بأن تشق فتحات أنوفهم طوليًا وأن تجلد ظهورهم حتى ينسلخ عنها الجلد. وبالمثل قام بابا الكنيسة الغربية إربان السابع بإدانة التدخين في بيان رسمي باباوي في عام 1950. وعلى الرغم من تضافر الجهود، فقد تم تجاهل القيود وقرارات الحظر على مستوى العالم. وعندما اعتلى العرش الملك الإنجليزي جيمس الأول، وكان معارضًا شرسًا للتدخين قام بتأليف كتاب ضد التدخين تحت عنوان «إدانة التبغ», وقد حاول تحجيم وحظر هذا الاتجاه الجديد عن طريق فرض زيادة باهظة على ضريبة تجارة التبغ وقدرت ب4000 في المائة في عام 1604. وعلى الرغم من ذلك، فإن تلك التجربة باءت بالفشل، حيث كان في لندن حوالي 7000 بائع للتبغ في مطلع القرن السابع عشر. وبعد ذلك، أدرك الحكام عدم جدوى قرارات منع التدخين، وبدلاً من ذلك، قاموا بتحويل تجارة وزراعة التبغ إلى مشاريع حكومية احتكارية مربحة.
وبحلول منتصف القرن السابع عشر، تعرفت كافة الحضارات على تدخين التبغ، واعتبر تدخين التبغ في حالات كثيرة جزءًا من الثقافة المحلية على الرغم من محاولات كثير من الحكام لمنع تدخين التبغ عن طريق فرض العقوبات القاسية أو الغرامات. وقد اتبع التبغ المُصنع والنبات طرق التجارة الرئيسية ودخل الموانئ والأسواق الكبرى ووجد طريقه إلى الأراضي النائية. وقد تم اصطلاح كلمة «التدخين» في الإنجليزية في أواخر القرن الثامن عشر، وقبل ذلك كان يطلق على تلك العملية شرب الدخان.
اُستخدم التبغ والحشيش في جنوب الصحراء الكبرى بإفريقيا مثلما اُستخدم في كل أرجاء العالم من أجل تأكيد أواصر العلاقات الاجتماعية، ولكن هذا الاستخدام قد أدى أيضًا إلى بناء علاقات جديدة. وفيما يعرف اليوم بدولة الكنغو تم التعرف على مجتمع يسمى «بينا ديمبا» (شعب الحشيش) في أواخر القرن التاسع عشر في منطقة تسمى «لوبوكو» (أرض الصداقة). كما كان شعب «بينا ديمبا» يؤمنون بمذهب الجماعية والسلامية ويرفضون شرب الكحول وتعاطي الأدوية العشبية ويفضلون عليها الحشيش.
وقد شهد التبغ نموًا مستقرًا حتى نشوب الحرب الأهلية الأمريكية في ستينيات القرن التاسع عشر حيث تحول الشكل الأساسي للقوى العاملة من العبودية إلى نظام المزارعة. وصحب هذا الأمر تغير في الطلب، مما أدى إلى تصنيع التبغ في شكل سجائر. وفي عام 1881 قام أحد الحرفيين، جيمس بونساك، بإنتاج ماكينة للإسراع من إنتاج السجائر.

### الأفيون

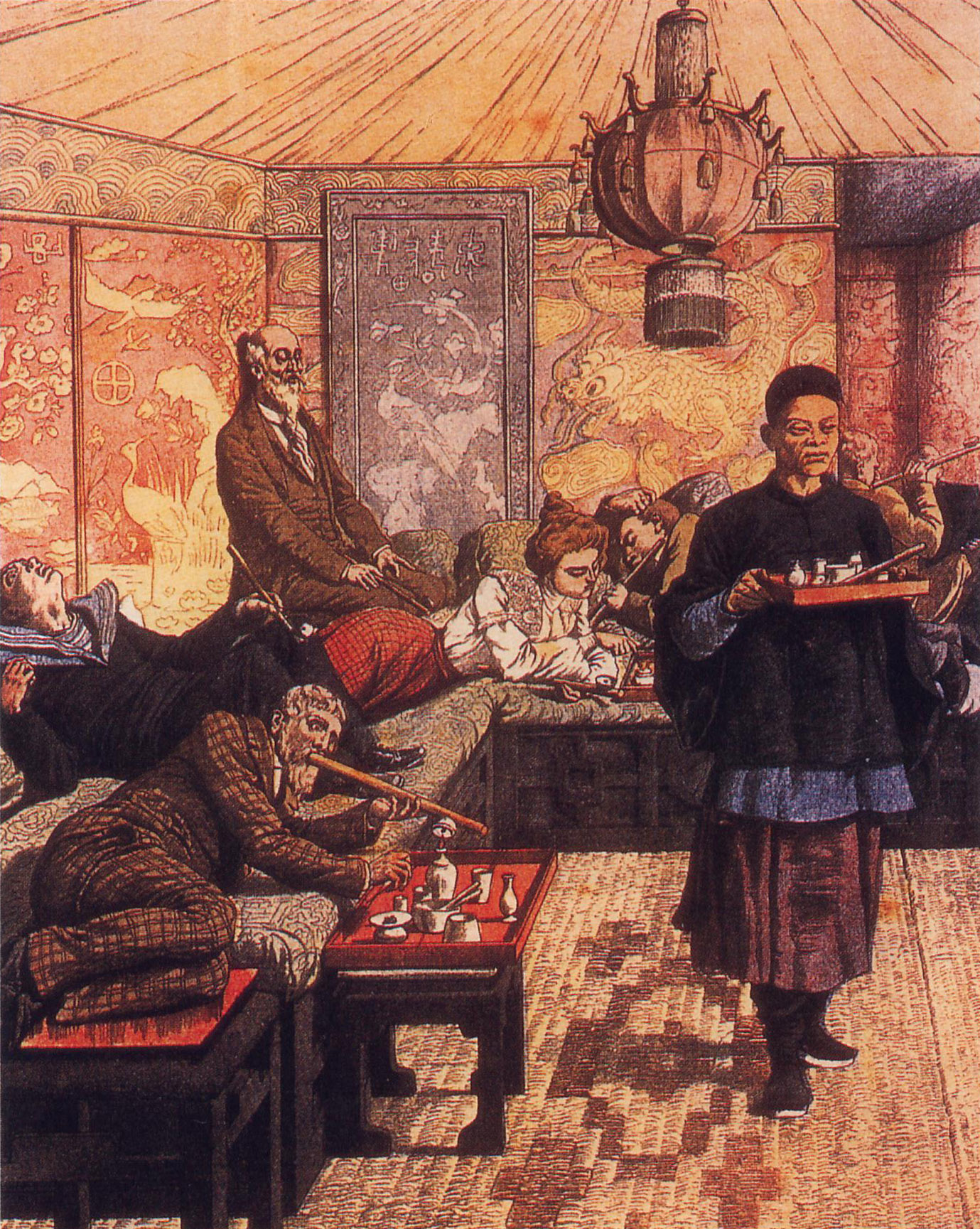
صورة توضح وكر أفيون على غلاف جريدة Le Petit Journal, 5 يوليو 1903.

أصبح تدخين الأفيون منتشرا في القرن التاسع عشر. ففي السابق كان يتم أكل الأفيون فقط وحتى بعد ذلك كان استخدامه من أجل خواصه الطبية. ويمكن القول تقريبًا أن العجز في ميزان التجارة الإنجليزية لصالح سلالة مينج في الصين أدى إلى زيادة هائلة في تدخين الأفيون في الصين. وقد لجأ الإنجليز لتصدير كميات كبيرة من الأفيون الذي يُزرع في المستعمرات الهندية إلى الصين كوسيلة لحل هذه المشكلة. وقد أدت المشاكل الاجتماعية والخسارة الصافية الكبيرة في العملة، للعديد من المحاولات الصينية لوقف الواردات وانتهى الأمر في نهاية المطاف إلى حروب الأفيون.
وفي وقت لاحق، انتشر تدخين الأفيون بين المهاجرين الصينيين وأدى إلى ظهور العديد من أوكار الأفيون المشبوهة في مدن الصين وحول جنوب وجنوب شرق آسيا وأوروبا. وفي النصف الأخير من القرن التاسع عشر، أصبح تدخين الأفيون شائعًا في المجتمع الفني في أوروبا ولا سيما في أحياء الفنانين مثل «مونبارناس» و«مونمارت» التي أصبحت عواصم الأفيون. بينما استمرت أوكار الأفيون التي تستهدف في المقام الأول المهاجرين الصينيين في المدن الصينية في مختلف أنحاء العالم، فقد هدأ الاتجاه السائد بين الفنانين الأوروبيين إلى حد كبير بعد اندلاع الحرب العالمية الأولى. وتضاءل استهلاك الأفيون في الصين خلال الثورة الثقافية في الستينات والسبعينات.

### الوصمة الاجتماعية
نتيجة التحديث الذي شهده إنتاج السجائر بالإضافة إلى زيادة متوسط عمر الفرد خلال العقد الثاني من القرن العشرين، أصبحت الآثار السلبية التي يمكن أن يخلفها التدخين على الصحة أكثر انتشارًا. ففي ألمانيا، قامت الجماعات المعارضة للتدخين مع الجماعات المعارضة لشرب الكحول التي عاونتها في بعض الأحيان، لأول مرة بنشر مقالة تعبر عن وجهة نظرهم الرافضة لاستهلاك التبغ، وقد نُشرت تلك المقالة في جريدة "Der Tabakgegner " (معارضو التدخين) في عامي 1912 و1932. وفي عام 1929 قام فريتز لينكينت دريسدين، ألمانيا، بنشر بحث يحتوي على إحصائيات رسمية تثبت أن هناك علاقة بين السرطان والتبغ. وخلال الكساد الاقتصادي الكبير، أدان أدولف هتلر عادة التدخين التي أقلع عنها واصفًا إياها بأنها مضيعة للمال، وقد أكد على هذا لاحقًا بشكل أكثر قوةً. كما تم تعزيز هذا الموقف بالسياسة النازية الإنجابية التي رأت أن النساء المدخنات لسن أهلاً لأن يكن زوجات وأمهات في الأسرة الألمانية.
ووصلت هذه الحركة في ألمانيا النازية إلى حدود العدو خلال الحرب العالمية الثانية حيث فقدت الجماعات المناهضة للتدخين التأييد الشعبي بشكل سريع. وبنهاية الحرب العالمية الثانية، تمكن مصنعو السجائر الأمريكية من دخول السوق السوداء الألمانية بشكل سريع. وأصبح التهريب غير المشروع للتبغ سائدا، كما تم اغتيال قادة الحملات النازية المعادية للتدخين. قامت الولايات المتحدة بشحن التبغ مجاناً إلى ألمانيا كجزء من خطة مارشال؛ بكمية 24,000 طن في عام 1948 و 69,000 طن في عام 1949. وارتفع نصيب الفرد السنوي من استهلاك السجائر في ألمانيا ما بعد الحرب باطراد من 460 في عام 1950 إلى 1,523 في عام 1963. وبحلول نهاية التسعينات، لم تتمكن حملات مكافحة التدخين في ألمانيا من تجاوز ذروة فعالية الحقبة النازية في السنوات 1939-41، حيث وصف روبرت بروكتر الأبحاث الصحية الألمانية حول التبغ، بأنها «سَكنت».

دراسة مطولة أجريت لبيان العلاقة الوثيقة اللازمة لإصدار إجراءات تشريعية.

نشر ريتشارد دول في عام 1950 بحوث في المجلة الطبية البريطانية تفيد وجود صلة وثيقة بين التدخين وسرطان الرئة. بعد ذلك بأربع سنوات، في دراسة الأطباء البريطانيين، أكدت دراسة لنحو 40 ألف طبيب بعمر أكثر من 20 عاما، الاقتراح -استناداً إلى إصدار الحكومة- الذي ينصح بأن معدلات التدخين ذات صلة بسرطان الرئة. وفي عام 1964 قَدم الجراح العام الأمريكي تقريرًا بشأن التدخين والصحة حيث أشار إلى العلاقة بين التدخين والسرطان، التي تأكدت بعد 20 عاماً في الثمانينات.
مع تزايد الأدلة العلمية في ثمانينيات القرن العشرين، زعمت شركات التبغ أن هناك مسؤولية تقصيرية مشتركة بينها وبين مستهلك التبغ نظرًا لأن الآثار الضارة بالصحة لم تكن معروفة سابقًا أو أنها كانت تفتقر إلى المصداقية المادية. وقد انحازت السلطات الصحية إلى تلك المزاعم حتى عام 1998 وبعدها تغير موقفها. حيث تم فرض الحظر على بعض إعلانات التبغ بموجب اتفاق التسوية مع شركات التبغ الأمريكية والذي تم توقيعه في الأساس بين أكبر أربع شركات تبغ أمريكية والنواب العموميين لستٍّ وأربعين ولاية، كما طالب ذلك الاتفاق بأن تقوم تلك الشركات بدفع تعويضات صحية، وبعد ذلك أصبح هذا الاتفاق أكبر اتفاق تسوية أهلية في تاريخ الولايات المتحدة.
من 1965 إلى 2006، انخفضت معدلات التدخين في الولايات المتحدة من 42 ٪ إلى 20.8 ٪. وهناك غالبية كبيرة من الذين أقلعوا من المحترفين مهنيا وميسوري الحال. على الرغم من هذا الانخفاض في معدلات انتشار الاستهلاك، فإن متوسط عدد السجائر المستهلكة لكل شخص يوميا ارتفع من 22 في عام 1954 إلى 30 في عام 1978. هذا الحدث المتناقض يؤكد أن الذين أقلعوا كانوا يدخنون بمعدل أقل، في حين أن أولئك الذين واصلوا التدخين انتقلوا إلى تدخين السجائر الأخف. هذا الاتجاه قد توازى في العديد من الدول الصناعية حيث كانت المعدلات إما تنخفض أو تثبت. أما في العالم النامي، فكان استهلاك التبغ في ارتفاع مستمر ليصل ل 3.4 ٪ في عام 2002. يعتبر التدخين ممارسة حديثة في معظم المناطق بإفريقيا، حيث تجد العديد من الآراء المناهضة للتدخين التي تسود الغرب اهتماما أقل بكثير. نجد اليوم أن روسيا تأتي في مقدمة مستهلكي التبغ تليها اندونيسيا، لاوس، أوكرانيا، روسيا البيضاء، اليونان، الأردن، والصين. ولقد بدأت منظمة الصحة العالمية في تنفيذ برنامج يعرف باسم مبادرة التحرر من التبغ من أجل خفض معدلات الاستهلاك في العالم النامي.

### مواد أخرى
شهدت أوائل الثمانينات نموا في التهريب الدولي المنظم للمخدرات. ومع ذلك، فمع زيادة الإنتاج وتشديد التطبيق القانوني للمنتجات غير المشروعة، فقد قرر تجار المخدرات تحويل مسحوق الكوكايين إلى «الكراك» وهو كوكايين في هيئة صلبة قابلة للتدخين، والذي يمكن أن يباع بكميات صغيرة، إلى عدد أكبر من الناس. وقد تراجع هذا الاتجاه في التسعينيات نظرًا لنشاط إجراءات الشرطة وقوة الاقتصاد الذي منع المدمنين المحتملين من التخلي عن هذه العادة أو فشلوا في الاعتياد عليها.
وتوضح السنوات الأخيرة زيادة في استهلاك الهيروين المبخر والميثامفيتامين والفينسيكليدين. بالإضافة إلى عدد قليل من المخدرات المسببة للهلوسة مثل DMT و5-Meo-DMT وSalvia divinorum.

## المواد والأدوات

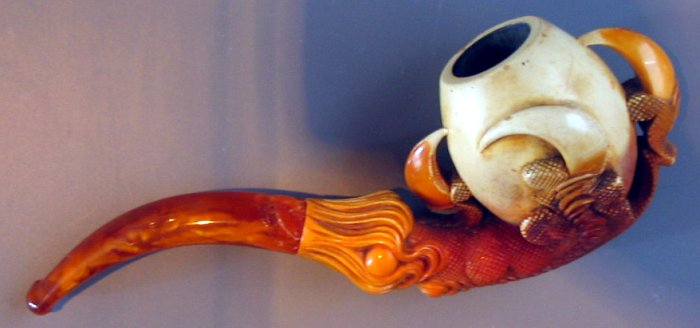
غليون مزخرف.

يعد التبغ من أشهر المواد التي يتم تدخينها. وهناك أنواع كثيرة من التبغ الذي يتم تحويله إلى خلطات وماركات تجارية متعددة. وغالبًا يباع التبغ منكهًا بروائح الفواكه المختلفة وهذا أمر شائع في الاستخدام لا سيما مع غليونات التدخين المائية مثل الشيشة. أما ثاني أشهر مادة يتم تدخينها فهي الحشيش الذي يستخرج من زهور أو أوراق نبات القنب. وتعتبر هذه المادة غير قانونية في معظم دول العالم، وفي البلدان التي تتسامح مع استهلاك تلك المادة أمام العيان، فيكون عادةً بصفة شرعية زائفة فقط. وعلى الرغم من ذلك، فهناك نسبة كبيرة من السكان البالغين في كثير من البلدان قد جربوا بالفعل استهلاك تلك المادة. وهناك أقليات أقل عددًا تقوم باستهلاك تلك المادة بشكل منتظم ومعتاد. ونظرًا لأن الحشيش يعد غير شرعي ويتم التسامح معه فقط في معظم التشريعات، فليس هناك إنتاجًا جمليًا للسجائر المصنعة وهذا يعني أن الشكل الأكثر شيوعًا للاستهلاك هو السجائر الملفوفة يدويا وغالبًا يطلق عليها «جوينت» أو باستخدام الغليون. وتستخدم غليونات التدخين المائية كثيرًا، وعندما تستخدم في تدخين الحشيش فإنها يطلق عليها «بونج».
وهناك أقلية صغيرة تقوم بتدخين عدد قليل من المخدرات المُروحة. ومعظم هذه المواد خاضعة للرقابة وبعضها يعتبر إلى حد كبير أكثر سمية من التبغ والحشيش. وتشمل هذه المواد الكوكايين الصلب والهيروين والميثامفيتامين والفينيسيكليدين. ويتم تدخين عدد قليل من المخدرات المسببة للهلوسة مثل DMT و5-Meo-DMT ونبتة القنب.
إن أكثر أنواع التدخين بدائية تتطلب أدوات من نوع ما لأداء المهمة. وقد نتج عن هذا تنوع كبير في أدوات ومعدات التدخين في كل أنحاء العالم. فسواء كان تبغا، حشيشا، أفيونا، أو أعشابا فلا بد من وجود إناء ومصدر نار لإشعال الخليط. وتعد السجائر هي الأكثر شيوعًا إلى حد كبير في الوقت الراهن، فهي تتكون من أنبوب ورقي ملفوف بإحكام، ويتم تصنيعها عادةً أو لفها من التبغ السائب وورق لف السجائر وتحتوي أحيانا على «فلتر» (مرشح). وهناك أدوات تدخين أخرى شائعة مثل غليونات التدخين المختلفة والسيجار. وهناك شكل آخر وإن كان أقل شيوعًا فإن استخدامه يزداد في الوقت الراهن وهو استخدام المبخار. ويتم هذا عن طريق الحمل الحراري واستنشاق المادة دون احتراق مما يقلل المخاطر الصحية على الرئتين.

### منتجات التبغ المُسَخَّنة
على غرار جميع منتجات التبغ الأخرى، تعد منتجات التبغ المُسَخَّنة سامة بحكم طبيعتها وتحتوي على مواد مسرطنة، وينبغي أن تعامل مثل أي منتج تبغ آخر عندما يتعلق الأمر بوضع سياسات بشأنها. وهي منتجات تفرز بخاخا يحتوي على النيكوتين ومواد كيميائية سامة تنطلق عند تسخين التبغ أو تنشيط جهاز يحتوي على التبغ. ويستنشق المتعاطون هذا البخاخ أثناء عملية الامتصاص أو التدخين بواسطة جهاز. ويحتوي هذا الرذاذ على مادة النيكوتين المسبِّبة للإدمان الشديد ومواد مضافة أخرى غير التبغ وغالباً ما تكون معززة بنكهات.
في السنوات الأخيرة، كان يروّج لمنتجات التبغ المُسَخَّنة على أنها منتجات " أقل ضررا" أو منتجات يمكن أن تساعد الأشخاص على الإقلاع عن تدخين التبغ التقليدي. تعرّض منتجات التبغ المُسَخَّنة المستخدمين لانبعاثات سامة، ويسبب كثير منها السرطان ولا يوجد حاليًا بيّنات كافية تفيد أنها أقل ضررًا من السجائر التقليدية. ولا تتوفر أيضًا الأدلة الكافية في الوقت الراهن، على آثار الانبعاثات التي تولّدها منتجات التبغ المُسَخَّنة على غير مستخدميها، على الرغم من أن الانبعاثات من هذه المنتجات تحتوي على مواد كيميائية ضارة أو تحتوي على مواد ضارة محتملة.

### السجائر الإلكترونية
هي نظم إيصال مواد النيكوتين إلكترونياً، يشار إليها عادة باسم السجائر الإلكترونية، هي أجهزة تسخن سائلًا يتولد عنه بخاخ ليستنشقه المستخدم. وقد تحتوي هذه النظم أو لا تحتوي على النيكوتين. والمكونات الرئيسية للمحلول بحسب الحجم هي البروبيلين غليكول، مع الغليسيرول أو بدونه، ومواد مُنَكِّهة. ولا تحتوي السجائر الإلكترونية على التبغ ومع ذلك فهي ضارة بالصحة وليست آمنة. بيد أن الوقت لا يزال مبكرا لتقديم إجابة واضحة عن التأثيرات طويلة المدى لاستخدام السجائر الإلكترونية أو التعرض لها.
تعدّ السجائر الإلكترونية خطرة خصوصا عندما يستخدمها الأطفال والمراهقون. فالنيكوتين يسبب الإدمان بدرجة عالية في حين يظل نمو الدماغ مستمرا لدى الشباب حتى منتصف العشرينات من العمر.
يزيد استخدام نظم إيصال مواد النيكوتين إلكترونياً من خطر الإصابة بأمراض القلب واضطرابات الرئة. كما أنها تشكل مخاطر كبيرة على النساء الحوامل اللائي يستخدمنها، حيث يمكن أن تلحق الضرر بالجنين في طور نموه.
قد تسارعت وتيرة الإعلانات عن نظم إيصال مواد النيكوتين إلكترونياً وتسويقها والترويج لها، عبر القنوات التي تعتمد بشدة على الإنترنت ووسائل التواصل الاجتماعي. وتثير الكثير من الجوانب التسويقية المحيطة بهذه المنتجات القلق بسبب زيف الادعاءات الصحية، والزعم بنجاعتها في الإقلاع عن التدخين، واستهدافها للشباب (لا سيما عن طريق استخدام النكهات).

## علم وظائف الأعضاء

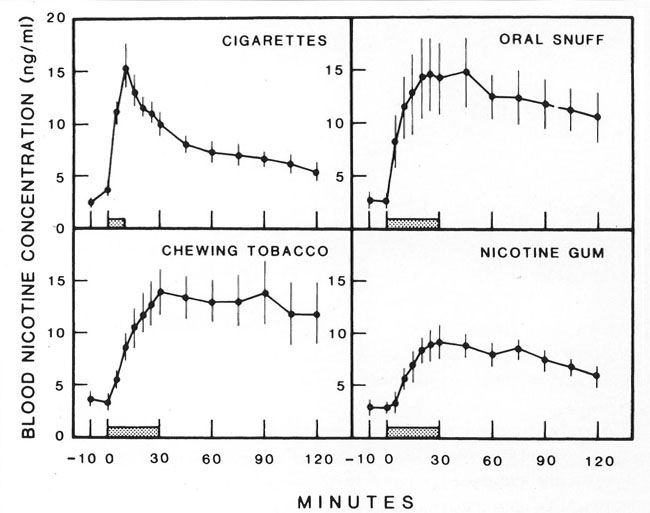
رسم بياني يظهر فعالية التدخين كوسيلة لامتصاص النيكوتين مقارنة بأشكال التعاطي الأخرى.

إن استنشاق المواد في صورة غاز مبخر إلى الرئتين يعد طريقة سريعة وفعالة لسريان المخدرات في مجرى الدم حيث تؤثر على المستخدم خلال ثوانٍ من أول استنشاق. وتتكون الرئتان من ملايين عديدة من الجذور البصلية التي يطلق عليها حويصلات هوائية والتي تكون معًا مساحة تقدر بما يزيد عن 70 متر مربع (أي تقريبًأ مساحة ملعب التنس). ومن الممكن استخدام هذا المبخار في إعطاء أدوية طبية مفيدة وكذلك إعطاء مخدرات مُروحة مثل الإيروسولات التي تتكون من قطرات ضئيلة من الأدوية أو كغاز ناتج عن حرق النبات بمواد منشطة أو بأشكال نقية من المادة نفسها. ليس كل أنواع المخدرات من الممكن تدخينها. فعلى سبيل المثال، مشتقات الكبريتات التي غالبًا ما يتم استنشاقها من خلال الأنف، فعلى الرغم من إمكانية تدخين القاعدة الأساسية الأكثر نقاءً، فإن الأمر يستلزم حرفية ومهارة عالية عند تعاطي المخدر بشكل صحيح. كما أن الطريقة نفسها ليست مجدية حيث إن الدخان لن يتم استنشاقه بالكامل. وتُحدث المواد المستنشقة تفاعلات كيميائية في النهايات العصبية في المخ نظرًا لتشابهها مع المواد التي تُفرز طبيعيًا مثل الإندورفين والدوبامين والتي ترتبط بأحاسيس السعادة. وينتج عن ذلك حالة «عـُلو» تتراوح بين المحفز المعتدل الذي يسببه النيكوتين وبين حالة الخفة والشعور بالنشاط التي يسببها الهيروين والكوكايين والميثامفيتامين.
إن استنشاق الدخان إلى الرئتين بغض النظر عن المادة المستنشقة، له تأثيرات سلبية على صحة الإنسان. ويُصدر عدم الاحتراق الكامل الناتج عن حرق نبات مثل التبغ أو الحشيش أول أكسيد الكربون والذي يعيق بدوره قدرة الدم على حمل الأكسجين عند استنشاقه إلى الرئتين. وهناك العديد من المركبات السامة في التبغ التي تسبب مخاطر صحية خطيرة للمدخنين على المدى الطويل ويرجع هذا لأسباب كثيرة; مثل القصور في وظائف الأوعية الدموية مثل التضيق وسرطان الرئة والنوبة القلبية والسكتة الدماغية والعجز الجنسي وقلة وزن الأطفال المولودين لأم مدخنة. وهناك نتيجة أخرى شائعة للتدخين تتمثل في مجموعة التغيرات التي تبدو على الوجه ويعرفها الأطباء باسم وجه المدخن.

## علم النفس
يبدأ معظم المدخنين التدخين خلال مرحلة المراهقة أو البلوغ المبكر. حيث يروق التدخين للشباب لما يحمله من عناصر المخاطرة والتمرد. كما أن وجود نماذج مرموقة المكانة وأيضًا أقرانهم الذين يدخنون يشجعهم على التدخين. ونظرًا لتأثر المراهقين بأقرانهم أكثر من الكبار، فغالبًا ما تبوء بالفشل محاولات الآباء والأمهات والمدارس والعاملين في المجال الصحي من الأطباء وغيرهم في منع المراهقين من تجربة تدخين السجائر.
قام بعض علماء النفس أمثال «هانز إيزنك» بعمل وصف لشخصية المدخن التقليدي. ويعد الانبساط هو السمة الأكثر ارتباطًا بالتدخين حيث يميل المدخنون إلى أن يكونوا أشخاصًا اجتماعيين مندفعين يميلون للمخاطرة ويسعون إلى المرح. وعلى الرغم من أن الشخصية والعوامل الاجتماعية من الممكن أن تجعل إقبال بعض الأشخاص على التدخين أمرًا محتملاً، فإن العادة نفسها هي عامل اشتراط إجرائي. فخلال المراحل الأولى يعطي التدخين أحاسيس ممتعة نتيجةً لأثره على نظام الدوبامين وبذلك يكون مصدر تعزيز إيجابي. وبعد مرور عدة سنوات على عادة التدخين، تتولد لدى المدخن دوافع أخرى لاستمراره في التدخين متمثلةً في الخوف من أعراض الانسحاب والتعزيز السلبي.
ونظرًا لأن المدخنين يمارسون نشاطًا له آثار سلبية على الصحة، فإنهم يلجأون إلى تبرير سلوكهم. وهذا يعني أنهم يضعون أسبابًا ليُقنعوا بها أنفسهم إذا لم يكن لديهم أسباب منطقية لممارسة التدخين. فعلى سبيل المثال، من الممكن أن يبرر المدخن سلوكه بأن يصل إلى نتيجة أن الموت هو مصير كل حي وبالتالي فلن تغير السجائر شيئًا في هذه الحقيقة الواقعة. ومن الممكن أن يعتقد الشخص أن التدخين يريحه من الضغط وأنه لديه فوائد أخرى تبرر مخاطره. هذه الأنواع من المعتقدات تجسد بالمعنى السلبي المصطلح «تبرير» نظرا لأن التبغ لا ينتج عنه أية نشوة ولا يؤثر بقوة على مراكز المتعة مثل غيره من المخدرات وآثاره الضارة معروفة وموثقة جيدا.

## الآثار الاجتماعية

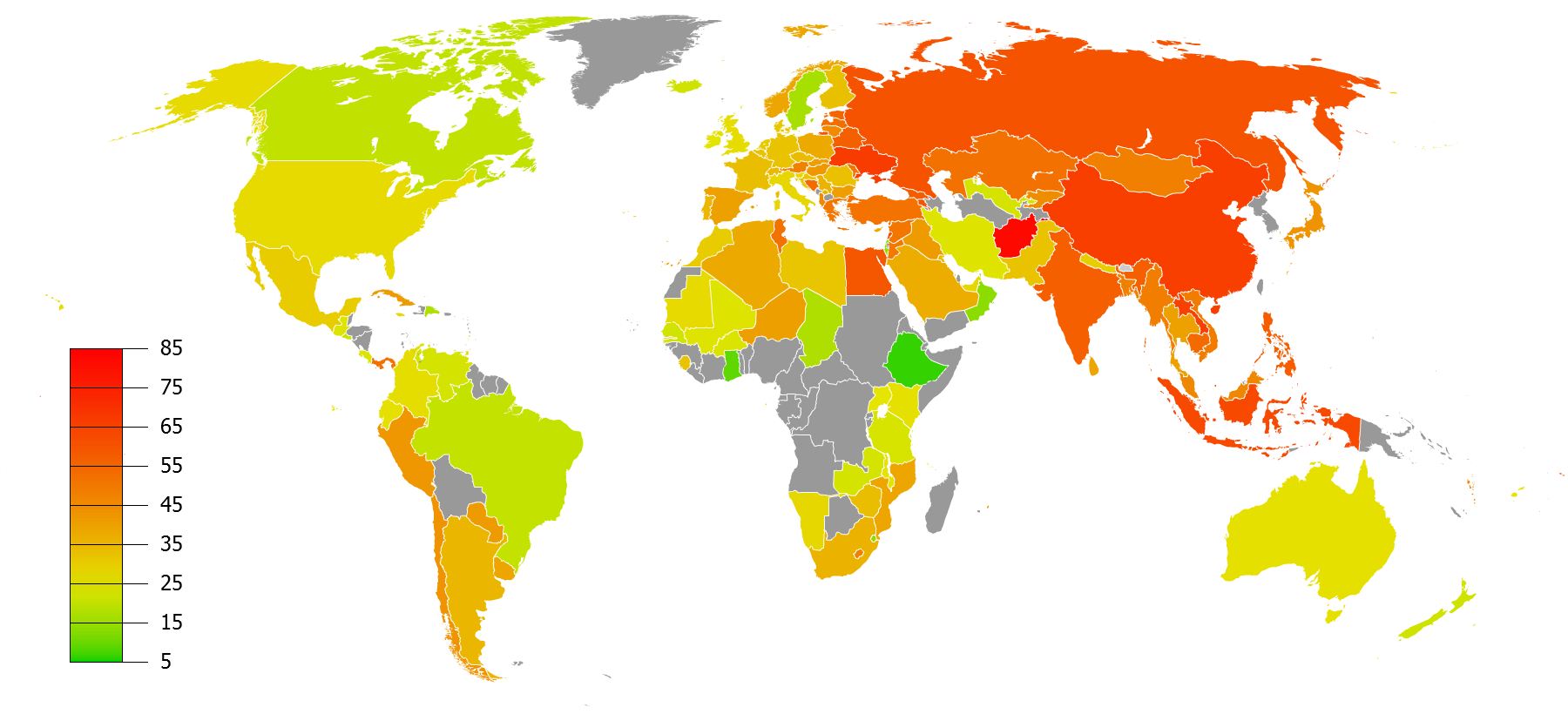
انتشار التدخين بين الذكور حول العالم (يشمل أي نوع من أنواع التبغ).

التدخين - تدخين التبغ في المقام الأول- هو النشاط الذي يمارسه 1.1 مليار نسمة، أي 1/3 من السكان البالغين. صورة المدخن يمكن أن تختلف اختلافًا كبيرًا، ولكن غالبًا ما ترتبط، ولاسيما في الخيال، بالفردانية والانطواء. وعلى النقيض من هذا، فإن تدخين التبغ والحشيش من الممكن أن يكون نشاطًا اجتماعيًا هدفه تعزيز النظم الاجتماعية أو كجزء من الطقوس الثقافية لكثير من الجماعات الاجتماعية والعرقية المختلفة. يبدأ الكثير ممارسة التدخين في المجالس الاجتماعية، حيث يعتبر عرض السجائر والمشاركة فيها طقسًا مهمًا أو ببساطة عذرًا مقبولًا لبدء محادثة مع الغرباء في كثير من المجالس مثل الحانات، الملاهي الليلية، أماكن العمل، أو في الشارع. بالإضافة إلى ذلك فإن إشعال السيجارة يعد طريقةً فعالة لتجنب الظهور بمظهر التعطل أو التسكع. وبالنسبة للمراهقين، فالتدخين من الممكن أن يمثل لهم خطوة أولى في الطريق بعيدًا عن الطفولة أو كفعل من أفعال التمرد على عالم الكبار. وباستثناء الاستخدام الترفيهي للعقاقير، فمن الممكن استخدام التدخين في بناء الشخصية وخلق صورة ذاتية عن طريق ربطها بخبرات شخصية متعلقة بالتدخين. إن ظهور الحركة الحديثة المناهضة للتدخين في أواخر القرن التاسع عشر قد أسفرت عن خلق وعي بمخاطر التدخين. بالإضافة إلى ذلك، فقد استفزت ردود أفعال المدخنين فيما ما زال يطلق عليه الاعتداء على الحرية الشخصية. كما تمخضت عن رسم شخصية بين المدخنين تصورهم بأنهم متمردون ومنبوذون بعيدًا عن غير المدخنين:
| تدخين | There is a new Marlboro land, not of lonesome cowboys, but of social-spirited urbanites, united against the perceived strictures of public health. | تدخين |

وقد عُرفت أهمية التبغ بالنسبة للجنود قديماً واعتبر القادة هذا الأمر حقيقة لا يمكن إغفالها. وبحلول القرن الثامن عشر أصبحت مخصصات التبغ جزءًا أساسيًا من الإعاشات البحرية في العديد من الدول، ومع نشوب الحرب العالمية الأولى، تعاون مصنعو السجائر والحكومات لتوفير مخصصات التبغ والسجائر للجنود في المعركة. فقد كان يقال أن الاستخدام المنتظم للتبغ أثناء التعرض للتهديد سوف يهدئ من روع الجنود ويسمح لهم بأن يقاوموا أقصى الصعاب. وحتى منتصف القرن العشرين، كان غالبية السكان البالغين من المدخنين في العديد من الدول الصناعية. كما كانت تجاب دعوات الناشطين في مجال مكافحة التدخين بالتشكك إن لم يكن بالازدراء الكامل. وعلى الرغم من ذلك، فالحركة اليوم لديها ثقل ودليل على مزاعمها، لكن ما زال جزء كبير من السكان مصرين على التدخين.

## الآثار الصحية
يحتوي الدخان على حوالي 500 مركب، تختلف نسبتها حسب نوع الدخان المستعمل، والمادة الفعّالة هي النيكوتين. ويستنشق مدخن السجائر الدخان المحمل بالنيكوتين لكبر مساحة غشاء الشعب المخاطي، الذي يسمح بامتصاص أكبر قدر من النيكوتين، ولذلك ترتفع نسبة الوفيات من سرطان الرئة في هذه الحالة والنيكوتين مادة شبه قلوية سامة جداً. ويحتوي الدخان على غاز سام هو أول أكسيد الكربون، وهو يتلف جدران الشرايين عند دخوله إلى رئة المدخن، فيؤدي إلى تراكم السوائل فيها، ثم ترسيب الكولسترول عليها، وهي الحالة التي تعرف باسم تصلب الشرايين، وتسبب أمراض القلب والشرايين. كما أنه يتحد مع خضاب الدم، بدرجة أكبر من اتحاد الأكسجين، مما يقلل من وصول الأكسجين إلى أنسجة الجسم. كما يحتوي الدخان على مادة القطران، التي تترسب في جدران حويصلات الرئة الهوائية فتعطل تبادل الغازات في الرئتين، ويحتوي على عدة عناصر مسرطنة (أي مسببة للسرطانات). إضافة إلى غازات أخرى ضارة بالصحة، منها سيانور الهيدروجين، الذي يُتلف الأغشية التي تبطن الجهاز التنفسي، وأكسيد النيتروجين، الذي يحدث أمراض الرئة المزمنة.
ويعد التدخين أحد الأسباب الرئيسية للوفيات التي يمكن الوقاية منها على مستوى العالم، وهو سبب مايقارب من 15٪ من جميع الوفيات ، 2٪ منها من غير المدخنين الذين يموتون بسبب التدخين غير المباشر . في الولايات المتحدة، يموت حوالي 500,000 شخص سنويًا نتيجة أمراض مرتبطة بالتدخين، وقدرت دراسة حديثة أن ما يصل إلى ثلث السكان الذكور في الصين سيتقلصون كثيرًا من عمرهم بسبب التدخين. يفقد المدخنون متوسط 13.2-14.5 سنة من العمر. يموت ما لا يقل عن نصف المدخنين مبكرًا نتيجة للتدخين. يبلغ خطر الوفاة نتيجة سرطان الرئة قبل سن 85 حوالي 22.1٪ للمدخنين الذكور و 11.9٪ للإناث، وفي المقابل فأن نسبة الوفاة الناجم عن سرطان الرئة في غير المدخنيني هي 1.1٪ قبل سن 85 لدى الذكور، و 0.8٪ لدى الإناث. تتعلق المخاطر الصحية الرئيسية الناتجة عن طرق الاستهلاك المختلفة بالإصابة بأمراض القلب والجهاز التنفسي والذي يتسبب فيها ناقل التدخين ومع مرور الوقت يسمح بترسب كميات هائلة من المواد المسرطنة في الفم والحنجرة والرئتين. وتعتبر الأمراض الناجمة عن التدخين من أكبر الأسباب المؤدية للوفاة في العالم في الوقت الحاضر، كما تعد من أكبر الأسباب للوفاة المبكرة في الدول الصناعية.
التدخين عامل خطر مرتبط بشدة بالتهاب اللثة و أمراض الأسنان . يعتمد تأثيرات التدخين على أنسجة اللثة على عدد السجائر التي يتم تدخينها يوميًا. أظهرت دراسة أن المدخنين لديهم 2.7 مرة فرضة الإصابة بأمراض اللثة مقارنة بغير المدخنين، بغض النظر عن العمر والجنس ومؤشر البلاد، ومع ذلك يبدو أن تأثير التبغ على أنسجة اللثة أكثر وضوحا في الرجال من النساء. وجدت الدراسات أن المدخنين لديهم احتمالات أكبر لفقدان عظام الأسنان مقارنة بغير المدخنين، وكذلك يكونون أكثر عرضة للإصابة بسرطان الفم (الفم والشفاه ) مقارنة بالأشخاص بغير المدخنين يمكن أن يتسبب التدخين أيضًا في الإصابة بداء الميلانين في الفم. يمكن أن يؤثر التدخين على مناعة الجسم وبالتالي يجعل الشخص ذو قابلية الإصابة بالعدوى.
التدخين عامل خطر للإصابة بمرض الزهايمر . تبين أن تدخين أكثر من 15 سيجارة يوميًا يؤدي إلى تفاقم أعراض مرض كرون، فقد ثبت أن التدخين يقلل بالفعل من انتشار التهاب القولون التقرحي .المدخنون أكثر عرضة بنسبة 30-40٪ للإصابة بمرض السكري من النوع 2 مقارنة بغير المدخنين، ويزداد الخطر مع عدد السجائر التي يتم تدخينها.
من بين الأمراض والأوبئة التي يمكن أن يسببها التدخين هي تضييق الأوعية الدموية، سرطان الرئة، النوبات القلبية، ومرض الانسداد الرئوي المزمن. مرض بورجر
تُحاول الكثير من الحكومات منع الناس من التدخين من خلال حملات مناهضة للتدخين تُنشر في وسائل الإعلام المختلفة والتي تُلقي الضوء على التأثيرات الضارة للتدخين على المدى البعيد. ويعد التدخين السلبي أو التدخين الفرعي - والذي يؤثر على الناس المتواجدين في المنطقة المحيطة بالمدخنين - السبب الرئيسي لفرض قوانين حظر التدخين. وتم فرض هذا القانون من أجل منع الأفراد من التدخين في الأماكن المغلقة العامة مثل الحانات والمطاعم. والفكرة وراء هذا القانون هو التنفير من التدخين بجعله غير مناسب على نطاق أوسع، بالإضافة إلى وقف الدخان الضار الذي ينفث في الأماكن العامة المغلقة. وهناك هدف مشترك بين المشرعين يتمثل في التنفير من التدخين بين القُصر، وقد قامت العديد من الولايات بشن قوانين تجرم بيع منتجات التبغ للعملاء دون السن القانونية. ولم تعتمد كثير من البلدان النامية سياسات مكافحة التدخين، مما دعا البعض إلى الدعوة لحملات مكافحة التدخين، ومواصلة التعليم لشرح الآثار السلبية ل (دخان التبغ البيئي) في البلدان النامية.[بحاجة لمصدر]
وبالرغم من التحريمات العديدة، فكثير من الدول الأوروبية لا تزال تحتجز 18 من النقاط ال 20 الأوائل، وفقا لERC، وهي شركة دراسات سوقية، فالمدخنين الأكثر شراهة من اليونان، بمتوسط 3,000 سيجارة للشخص الواحد في عام 2007. وقد استقرت معدلات التدخين أو انخفضت في العالم المتقدم ولكنها تستمر في الارتفاع في البلدان النامية. حيث انخفضت معدلات التدخين في الولايات المتحدة بمقدار النصف من عام 1965 حتي 2006، وانخفضت من 42 ٪ إلى 20.8 ٪ بين البالغين.
وتختلف آثار الإدمان على المجتمع كثيرًا بين المواد المختلفة التي يتم تدخينها وأيضًا المشاكل الاجتماعية التي تسببها، ويرجع ذلك إلى الاختلافات التشريعية وتطبيق قوانين المخدرات حول العالم. وعلى الرغم من أن النيكوتين مادة تسبب الإدمان كثيرًا، فإن آثارها على الوعي ليست شديدة وملحوظة وموهنة مثل الحشيش والكوكايين وأمفيتامين أو أي مستحضر أفيوني آخر. ولأن التبغ ليس مخدرًا غير قانوني، فليس هناك سوق سوداء تتسم بمخاطر هائلة وأسعار مرتفعة بالنسبة للمستهلكين.

### تأثير التدخين على صحة الأسنان

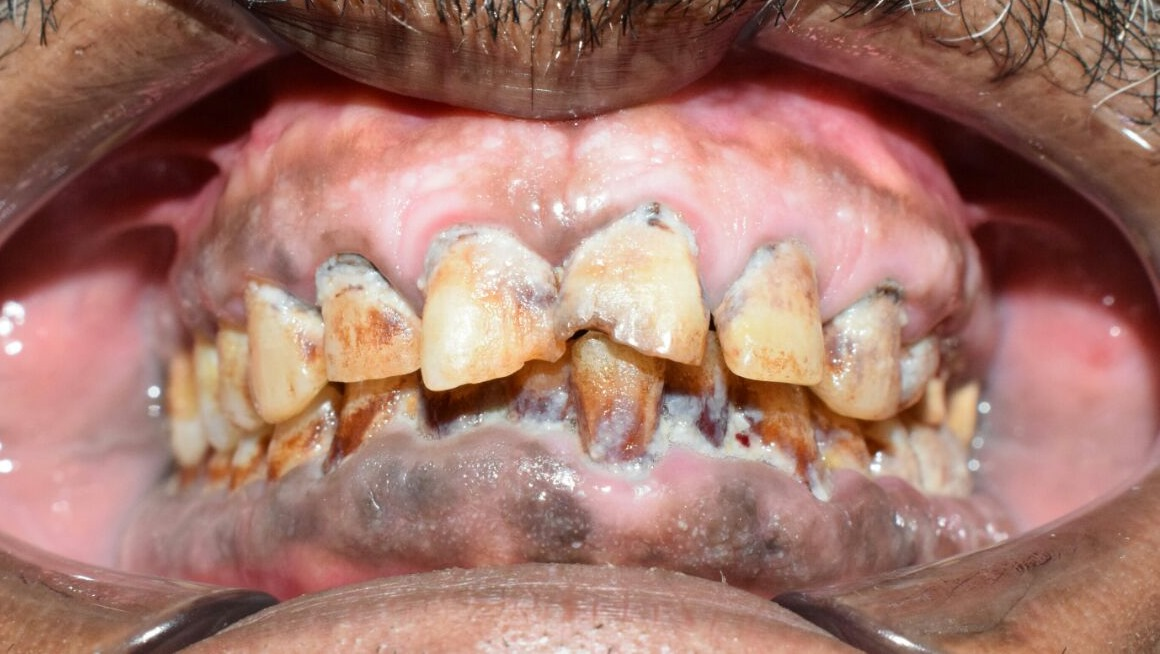
تصبغ اللثة في أحد المرضى نتيجة التدخين المستمر بمعدل علبتين يوميا

### أمراض الفم
يعرقل التدخين امتصاص الكالسيوم في الجسم  والذي يعد عنصر مهم في تكوين العظام والأسنان. يمكن للتدخين التسبب بأمراض مهددة للحياة مثل سرطان الفم كما تزداد احتمالية الإصابة بأمراض اللثة (أمراض دواعم السن) لدى الأشخاص المدخنين واحتمالية فقدان الأسنان والعظم المصاحبة لها.
بالإضافة إلى ذلك فإن المدخن يمكن أن يعاني من أمراض اللثة حتى وإن لم يصاحب ذلك علامات نزيف. تأثيرات التدخين على أنسجة اللثة تعتمد كثيرًا على عدد السجائر المدخنة يومياً ومدة التدخين. فإن تأثير التبغ على الأنسجة اللثوية يبدو أنه أكثر وضوحا في الرجال منه في النساء. وقد وجدت الدراسات أن المدخنين لديهم احتمالات أكبر لفقدان عظام الأسنان بالمقارنة مع غير المدخنين ، كما أن الأشخاص الذين يدخنون ويشربون الكحول لديهم مخاطر أعلى بكثير بالإصابة بـسرطان الفم (الفم والشفة). يصبغ التدخين الأنسجة الفموية; اللثة، الخدين أو الحنك وكذلك الحنجرة. وغالبا ما ينظر تأثيره في اللثة الشفوية السفلى لمستخدمي التبغ.
ارتبط التدخين أيضًا بأمراض فموية أخرى بما في ذلك تسوس الأسنان، وفشل زرع الأسنان، وآفات ما قبل سرطان. يمكن أن يؤثر التدخين على الأجهزة المناعية; قد تزيد قابلية الشخص للإصابة بالعدوى ويمكن أن يغير الميكروبيوم الفموي ويسهل استعمار تجويف الفم بالفطريات والتكتلات الباثلوجية.
مع كل الضجيج الإعلامي في الوقت الحالي، فإن الضغط على النساء كي يبدين أصغر يتزايد يومياً. ولكن على الرغم من أن التدخين هو واحد من أكبر عوامل الإسهام في شيخوخة الفم، (بغض النظر عن تصبغ الأسنان)، فإن أكثر من 22 مليون امرأة في الولايات المتحدة الأمريكية يدخنّ السجائر، بحسب مراكز السيطرة على الأمراض. 

### أضرار التدخين

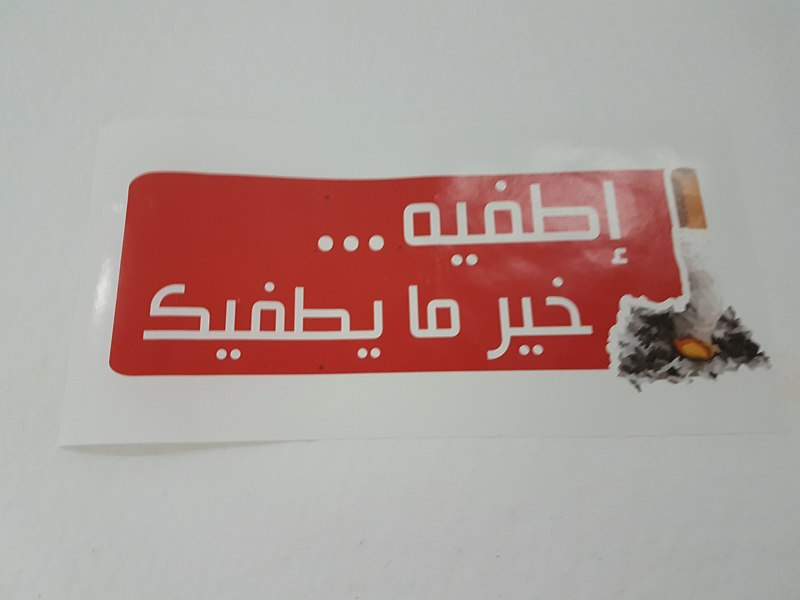
«اطفيه خير ما يطفيك»

بات التدخين مشكلة عالمية عامة تسبب آثاراً سلبية في شتى المجالات: الصحية والنفسية والاقتصادية والاجتماعية والحضارية .. حيث يقضي هذا الوباء على أكثر من خمسة ملايين إنسان سنوياً، ومهما اختلفت أشكال التدخين أو أعمار المدخنين، فإنه يؤثر على أجهزة الجسم المختلفة ويؤدي إلى الإدمان.
يؤدي التدخين إلى الإصابة بالعديد من الأمراض والأزمات الصحية كالسكتة القلبية والجلطة الدماغية وأمراض الجهاز التنفسي والسرطان (سرطان الرئة خصوصًا) بالإضافة إلى مشاكل صحية أخرى وبالتالي الوفاة المبكرة. وبالإضافة لذلك فإن الأعراض التي تنتج عن الإصابة بأحد الأمراض الناتجة عن التدخين تؤدي إلى زيادة الضغط العصبي والنفسي وبالتالي تؤثر سلباً على نوعية الحياة منذ سن مبكرة.
التدخين اللاإرادي هو عبارة عن استنشاق دخان التبغ من المدخنين. إذا قررت مواصلة التدخين فإنك تعرض أفراد عائلتك وأصدقائك للإصابة بانواع متعددة من السرطانات بالإضافة لأمراض القلب والرئة. ويؤثر التدخين أيضاً على الأطفال ويعرضهم بشكل أكبر للإصابة بالأمراض مثل تشمع الأذن والربو. والجدير بالذكر هنا أن أطفال المدخنين هم أكثر عرضة بـ 3 مرات عن أطفال غير المدخنين لإدمان التدخين في المستقبل. ومن الأضرار الاجتماعية نفور الناس من المدخن وتعليم الأولاد على التدخين. فيما يلي مضار التدخين على المدخنين بمختلف فئاتهم العمرية:

### أضرار التدخين على النساء والأمهات والحوامل
- يؤدي إلى زيادة احتمالية الإصابة بأمراض القلب والسرطانات خصوصا سرطان الثدي.
- يؤدي إلى زيادة احتمالية حدوث الإجهاض وحالات النزف وانزلاق المشيمة والولادة المبكرة وتسمم الحمل.
- يؤدي إلى تناقص وزن الجنين.
- يحدث تغيراً في نبرة الصوت ويزيد تجاعيد الوجه ويؤثر على نضارة الوجه.
- انبعاث روائح كريهة من الفم والملابس.
- يزيد من إمكانية حدوث هشاشة العظام.
- تؤثر على انتظام الدورة الشهرية وعلى خصوبة المرأة.
- أثبتت دراسات ان التدخين يسبب للمرأة الحامل تغيرات في الحمض النووي بآلاف المواضع مما يعني وجود احتمالية كبيرة لحدوث تشوهات.[62]

### أضرار التدخين على كبار السن
- يسبب الإدمان.
- يؤدي إلى حدوث سرطانات الفم والرئة والمريء والمعدة.
- يؤدي إلى الإصابة بأمراض القلب وتصلب الشرايين والسكتات القلبية.
- يزيد من نسبة انتشار التدرن الرئوي عند مستخدمي الشيشة.
- يؤدي إلى الإصابة بأمراض تنفسية كالتهابات القصبات المزمن والربو والسل وانسداد المجاري التنفسية، علما بأن 75 – 80% من المصابين بانتفاخ الرئة هم من المدخنين.
- يورث القلق والتوتر والعصبية والشعور بالتعب والإرهاق.

## الآثار الاقتصادية
تزعم تقديرات حملة «أطفال بلا تبغ» أن المدخنين يكلفون اقتصاد الولايات المتحدة 97.6 مليار دولار سنوياً في الإنتاجية المفقودة وأن هناك 96.7 مليار إضافية تنفق على الرعاية الصحية العامة والخاصة معاً. ويمثل هذا أكثر من 1 ٪ من الناتج المحلي الإجمالي. فالرجل المدخن في الولايات المتحدة الذي يستهلك أكثر من علبة سجائر يوميًا من الممكن أن يتوقع زيادة تقدر بـ 19.000 دولار في مصاريف الرعاية الطبية خلال عمره. أما المدخنة الأمريكية التي تدخن أكثر من علبة يوميًا فمن الممكن أن تتوقع زيادة تقدر بـ25.800 دولار إضافي على مصاريف الرعاية الصحية على مدار حياتها. ولابد أن تُعوض هذه التكاليف بعوائد الضرائب المتزايدة التي يدرها التدخين.

## الآراء الدينية

### الإسلام
ذهب رأي علماء الإسلام في البداية إلى اعتبار التدخين مكروهًا لأنه كان يستخدم بدون مادة النيكوتين  والقطران أي أن ما عرفه الفقهاء القدماء كان التبغ نفسه وليس المعروف حاليًا ضرره مختلف عن الدخان الحديث،[بحاجة لمصدر] ثم بعد ظهور الدخان الحالي وتطور الأبحاث العلمية وثبوت تسبب التدخين بشكل مباشر في الإصابة بالعديد من أنواع السرطانات دفع بمجمع الفقه الإسلامي الدولي المجتمع في جدة إلى تحريمه تحريمًا قاطعًا، ويختلف الحكم من مذهب لآخر.

## التدخين في الثقافة
هضمت الثقافة التدخين ومثلته في العديد من أشكال الفن وتطور ليلقى معان مميزة وغالبًا ما تكون متصارعة ومتناقضة اعتمادًا على الزمان والمكان والممارسين للتدخين. فحتى وقت قريب، كان تدخين الغليون من أكثر أشكال التدخين شيوعًا، لكنه اليوم أصبح مرتبطًا بالتأمل الرزين وكبر السن ويعتبر غالبًا شيئا مغرقا في القدم وعتيق الطراز وإن كان شكله جذابًا. أما تدخين السجائر فلم يصبح رائجًا إلا في نهاية القرن التاسع عشر وارتبط بالحداثة والإيقاع الأكثر سرعة الذي يميز العالم الصناعي. أما السيجار فكان وما زال مرتبطًا بالذكورة والقوة ورمزًا مرتبطًا بالصورة التقليدية التي يُنظر بها إلى الرأسماليين. وطالما كان التدخين على مرأى ومسمع من البشر أمرًا قاصرًا على الرجال وعندما تفعله النساء فإنه يرتبط بتعدد العلاقات الجنسية. وفي اليابان، خلال عهد «إيدو» كانت العاهرات وزبائنهن يتعرفون على بعضهم البعض على هيئة عرض السجائر والأمر ينطبق كذلك على أوروبا في القرن العشرين.

### الفن

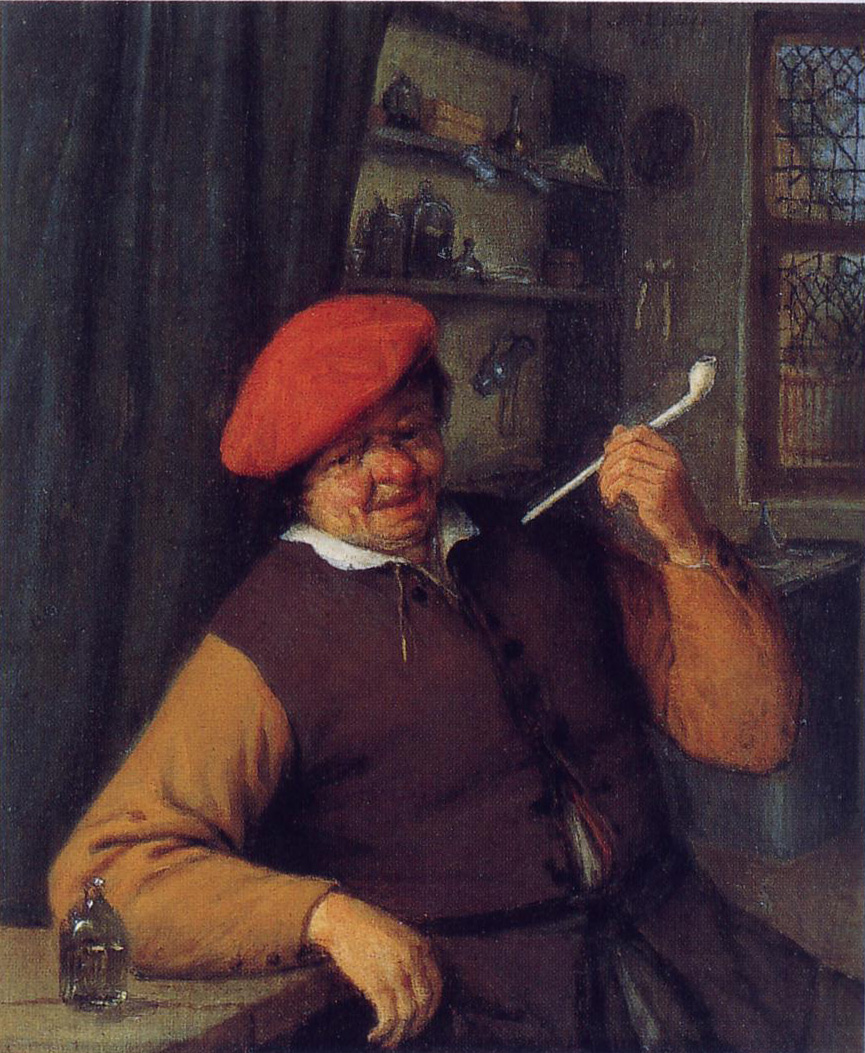
صيدلي يدخن في الداخل (An Apothecary Smoking in an Interior)، لوحة زيتية مرسومة على قطعة خشبية رسمها أدريان فان أوستادي عام 1646.

من الممكن أن توضح الآنية الخزفية الكلاسيكية لشعوب «مايا» أول تصوير للتدخين منذ حوالي القرن التاسع. وكان الفن ذا طابعٍ دينيٍّ في المقام الأول حيث أظهر الآلهة أو الحكام وهم يدخنون أشكالاً بدائية من السجائر. وبعد تقديم التدخين خارج الأمريكتين، بدأ بالظهور في الرسوم في أوروبا وآسيا. وكان رسامو العصر الذهبي الهولندي من أوائل من رسم لوحات لأشخاص وهم يدخنون ويظهر فيها الغليون والتبغ وهما مشتعلان. وفي جنوب أوروبا، وجد الرسامون في القرن السابع عشر أن الغليون مغرق في الحداثة بشكل يحول دون دمجه مع الأفكار المفضلة المستوحاة من الميثولوجيا الإغريقية والرومانية القديمة. في البداية، كان يعتبر التدخين ممارسةً متدنية وكان مرتبطًا بالطبقات الاجتماعية الدنيا لا سيما الفلاحين. وكان عدد كبير من الرسوم الأولية تظهر مشاهد من الحانات وبيوت الدعارة. وفي وقت لاحق بعد أن برز نجم الجمهورية الهولندية محققةً القوة والثروة ذات القدر الهائل، أصبح التدخين شائعًا بين الأثرياء وظهرت لوحات لنبلاء أنيقين وهم يرفعون الغليون في أناقة. فالتدخين يمثل المتعة في تلك الحياة الدنيا التي تتميز بأنها سريعة الزوال وقصيرة وتطير حرفيا كما يطير الدخان. وكان التدخين مرتبطًا بتصوير حاستي الشم والتذوق.
في القرن الثامن عشر أصبح تصوير التدخين في الرسومات ضئيلاً نظرًا لظهور عادة النشوق الراقية التي أصبحت رائجة. ومرة أخرى أصبح تدخين الغليون يمثل مرتبةً متدنية ويظهر في اللوحات التي تمثل العوام من الطبقات الدنيا والفلاحين. وعلى الرغم من ذلك، فإن الاستنشاق المهذب لقطع التبغ الصغيرة والذي يتبع بالعطس، كان نادرًا في الفن. وعندما ظهر التدخين كان يصور في الغالب في اللوحات الغريبة المتأثرة بالاستشراق والتي تقدم صورة للتفوق الأوروبي على المستعمرات وتشكل وعيًا بالسيطرة الذكورية على الغرب المؤنث. وقد تفاقم موضوع «الآخر» الدخيل والغريب في القرن التاسع عشر، وقد أثار هذه النزعة الشعبية التي اكتسبتها فكرة الإثنية (علم الأعراق البشرية) خلال حركة التنوير الفلسفية.

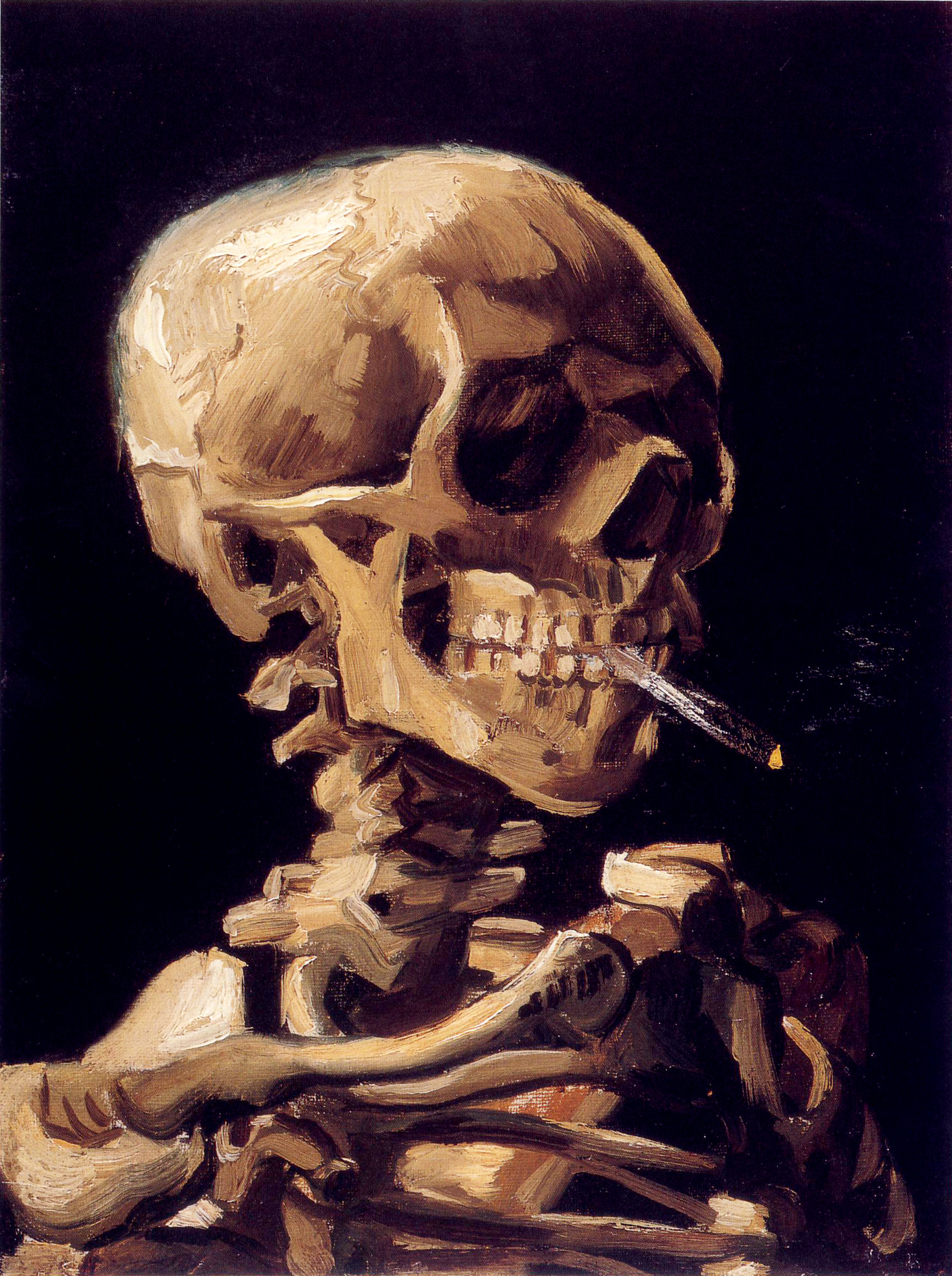
(Skull with a Burning Cigarette) جمجمة تدخن سيجارة، صورة زيتية مرسومة على قماش، رسمها فينسنت فان جوخ في عام 1885.

في القرن التاسع عشر أصبح التدخين شائعًا بوصفه رمزًا للمتع البسيطة، ورمزًأ «للنبيل الهمجي» الذي يدخن الغليون، وأيضًا التأمل الرزين لأطلال الرومان الكلاسيكية، فضلاً عن مشاهد الفنانين الذين يتوحدون مع الطبيعة أثناء شرب الغليون ببطء. وقد وجدت الطبقة الوسطى التي اكتسبت السلطة والقوة منذ عهد قريب بعدًا جديدًا في التدخين بوصفه متعة غير ضارة تمارس باستمتاع في صالونات التدخين والمكتبات. وأصبح تدخين السجائر أو السيجار مرتبطًا بالشخص البوهيمي الذي نأى بنفسه عن قيم الطبقة الوسطى المحافظة ويظهر ازدراءه للمحافظة. وعلى النقيض من ذلك، كان التدخين متعةً لا بد وأن تكون قاصرة على عالم الرجال، وكان ينظر للنساء المدخنات على أنهن عاهرات، وكان يعتقد أن التدخين نشاط لا ينبغي للنساء المحترمات إشراك أنفسهن فيه. ومع مطلع القرن العشرين ظهرت النساء المدخنات في الرسومات والصور بانطباع يوحي بالأناقة والسحر الخلاب. وبدأ الانطباعيون أمثال «فينسينت فان جوخ» الذي كان مدخنًا للغليون، بالربط بين التدخين وكآبة وجبرية نهاية القرن التاسع عشر.
وفي الوقت الذي تعززت وتجمعت فيه رمزية السيجارة والغليون والسيجار على حد سواء في نهاية القرن التاسع عشر، لم يبدأ الفنانون في استخدام هذه الرمزية بالكامل إلا في مطلع القرن العشرين. فكان الغليون يرمز للتأمل والهدوء، بينما ترمز السيجارة إلى الحداثة والقوة والشباب وإن كانت ترمز أيضًا إلى القلق العصبي، أما السيجار فكان رمزًا للسلطة والقوة. وفي العقود التي أعقبت الحرب العالمية الثانية خلال ذروة التدخين قبل أن يقع تحت نيران الحركة المناهضة للتدخين والتي كانت في ازدهار آنذاك، كان ينظر للسيجارة التي تدس بلا مبالاة بين الشفتين على أنها رمز لتمرد الشباب، وكان هذا يتجسد في الممثلين أمثال «مارلون براندو» و«جيمس دين»، أو في العمود الفقري للدعاية مثل «رجل مارلبورو». ومع سبعينيات القرن العشرين بدأت الخواص السلبية للتدخين في الظهور والتي تمثلت في الشخص المعتل صحيًا الذي ينتمي للطبقة الوسطى، والرائحة الكريهة لدخان السجائر وانعدام الحافز والدافع لاسيما في الفن، وكان كل هذا مستلهمًا ومنفذا من قبل الحملات المناهضة للتدخين.

### السينما
منذ فترة الأفلام الصامتة كان للتدخين دوراً أساسياً في رمزية الأفلام. وفي أفلام الجريمة التشويقية التي تتميز بجفاف المشاعر والتي يطلق عليها «الفيلم الأسود» نجد أن دخان السيجارة غالبًا يحيط الشخصيات ويستخدم باستمرار لإضفاء هالة من الغموض والعدمية على الشخصيات. وتظهر أولى ملامح تلك الرمزية من خلال فيلم أحد رواد هذا المجال وهو فريتز لانغ في فترة «فايمار» ويحمل الفيلم عنوان "Dr Mabuse, der Spieler" ويعني «دكتور مابيوز المقامر» وهو إنتاج عام 1922. وفي هذا الفيلم يظهر الرجال وهم مفتتنون بلعب القمار ويدخنون السجائر أثناء اللعب. ومنذ البداية تم الربط بين النساء المدخنات وصورة الإغراء وقد جسدت الممثلة الألمانية «مارلينيه ديتريش» هذه الصورة بشكل واضح. وبالمثل، فإن بعض الممثلين أمثال «هيمفري بوجارت» و«أودري هيبورن» قد عُرفا بشخصياتهم التمثيلية المدخنة، كما اتسمت بعض أشهر صورهما وأدوارهما بسحابة كثيفة من دخان السجائر. وعززت «هيبورن» من هذا المظهر الساحر باستخدام مبسم السيجارة في فيلم "Breakfast at Tiffany's" (الفطار عند تيفاني) على وجه الخصوص. ومن الممكن استخدام التدخين كوسيلة للإطاحة بما تفرضه الرقابة حيث كان وضع سيجارتين مشتعلتين في منفضة السجائر دون أن يلمسهما أحد يرجح حدوث علاقة جنسية.
ومنذ الحرب العالمية الثانية، أصبح ظهور التدخين على الشاشة أقل تكرارًا نظرًا لانتشار الوعي بالمخاطر الصحية الواضحة للتدخين. ومع اكتساب الحركة المناهضة للتدخين مزيدًا من الاحترام والتأثير، أصبح هناك محاولات جادة لمنع ظهور التدخين على الشاشة لتجنب التشجيع على التدخين أو ربطه بأشياء إيجابية لاسيما في أفلام الأسرة. واليوم، أصبح التدخين على الشاشات شائعًا بين الشخصيات المجسدة والتي تظهر في صورة الأشخاص المعادية للمجتمع أو حتى المجرمين.

### الأدب

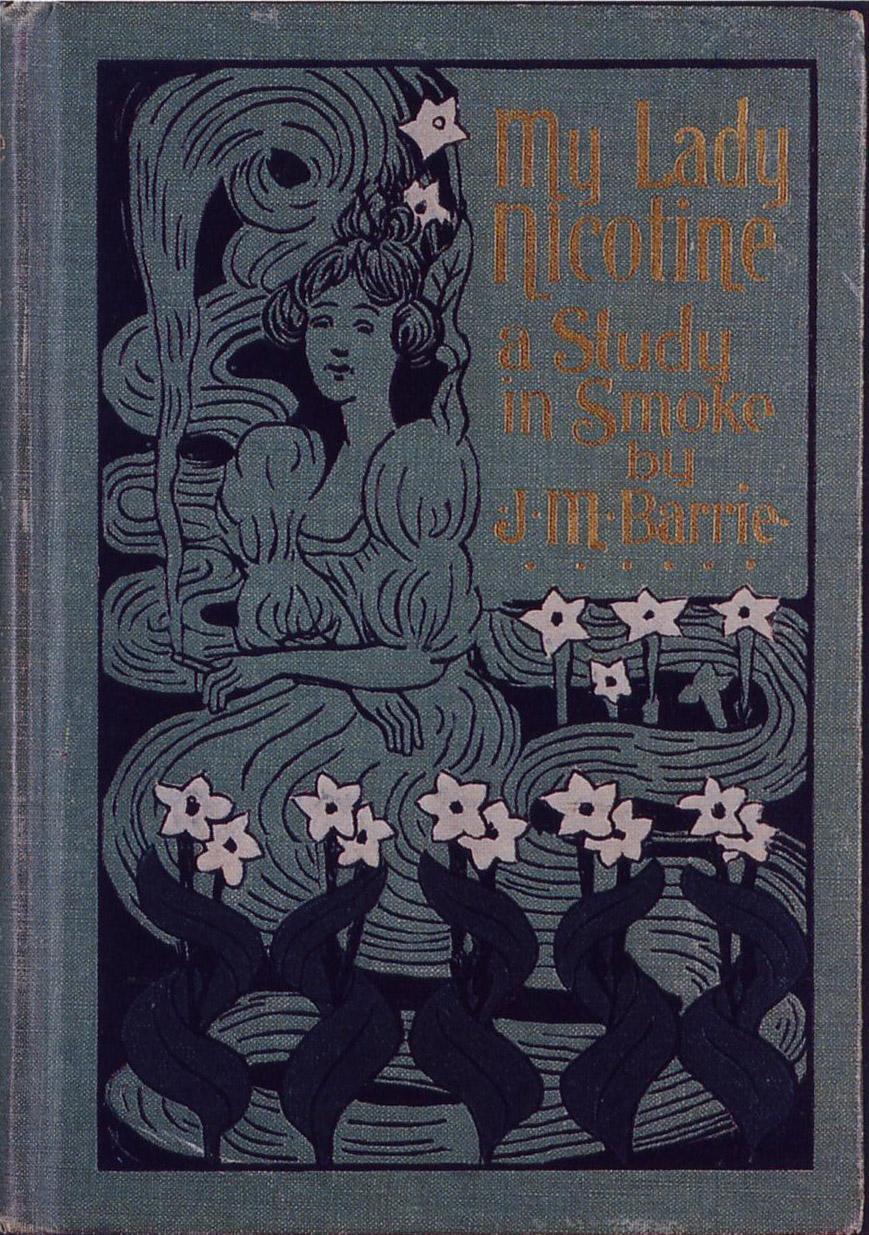
غطاء بلادي سيدة النيكوتين : دراسة في الدخان (1896) جاي، وإلا اشتهر به بيتر بان.

ومثل باقي أعمال الخيال وجد التدخين طريقه إلى الأدب واحتل مكانًا بارزًا. وفي الغالب يصور المدخنون على أنهم شخصيات شديدة الفردية أو غريبي الأطوار بشكل لافت، ولعل أبرز تجلي فعلي لهذا الوصف يكمن في الشخصية الأدبية الأشهر في التاريخ وهي «شيرلوك هولمز». وبدلاً من أن يكون جزءًا متكررًا من قصص قصيرة وروايات، أسفر التدخين عن مديح لا نهاية له يثني على صفاته ويؤكد على شخصية الكاتب كمدخن متفان. وفي نهاية القرن التاسع عشر ومطلع القرن العشرين على وجه الخصوص، ظهر عدد كبير من الكتب التي تحمل عناوين مثل "Tobacco: Its History and associations" (التبغ، تاريخه وما يتعلق به) الذي كُتب في عام 1876، و"Cigarettes in Fact and Fancy" (السجائر بين الواقع والخيال) الذي كُتب في عام 1906، و"Pipe and Pouch: The Smokers Own Book of Poetry" (الغليون والجيب: ديوان شعر المدخنين) الذي كُتب عام 1905، وكُتبت كل هذه الكتب في المملكة المتحدة والولايات المتحدة. وقد كَتب بعض الرجال هذه العناوين لرجال آخرين واحتوت على أخبار مسلية عامة وتأملات شعرية عن حب التبغ وكل الأشياء المتعلقة بذلك، وكانت تمدح باستمرار حياة العزوبية الراقية. وقد نُشر كتاب "The Fragrant Weed: Some of the Good Things Which Have been Said or Sung about Tobacco" في عام 1907 بين عدد كبير من الكتب، وكانت السطور التالية من قصيدة "A Bachelor's Views" التي كتبها «توم هول» تُوضح الموقف المعهود في كثير من الكتب:
So let us drink
To her, – but think
Of him who has to keep her;
And sans a wife
Let's spend our life
In bachelordom, – it's cheaper.|||Eugene Umberger
وتم نشر كل هذه الأعمال في فترة سبقت شيوع السجائر كالشكل البارز والمسيطر على كافة أشكال استهلاك التبغ، حيث كان الغليون والسيجار ومضغ التبغ ما زال عاديًا ومألوفًا. وكان يتم تغليف عدد كبير من هذه الكتب في شكل أغلفة مبتكرة كي تروق لذوق المدخنين من النبلاء. فكان غلاف كتاب "Pipe and Pouch" عبارة عن حقيبة جلدية شبيهة بكيس التبغ، أما غلاف كتاب "Cigarettes in Fact and Fancy" الذي نُشر في عام 1901 فكان غلافه من الجلد ومغلف بشكل يحاكي صندوق السيجار الورقي. وفي أواخر العشرينيات تراجع نشر مثل هذه الكتب إلى حد كبير ولم ينتعش إلا في نهاية القرن العشرين وإن كان يتم نشرها بشكل غير منتظم.

### الموسيقى
هناك أمثلة قليلة على التدخين في الموسيقى في أوائل العصور الحديثة، وعلى الرغم من هذا توجد بعض الإشارات بين الحين والآخر التي يتجلى فيها التأثر بالتبغ ويظهر هذا في بعض المقطوعات مثل مقطوعة «يوهان سباستيان باخ» التي ألفها «يوهان سباستيان باخ». وخلافًا لذلك، فمنذ مطلع القرن العشرين وحتى الآن ارتبط التدخين بالموسيقى الشعبية ارتباطًا وثيقًا. وارتبطت موسيقى «الجاز» منذ البداية ارتباطًا وثيقًا بالتدخين الذي كان يمارس في الأماكن التي تعزف فيها الموسيقى مثل الحانات وصالات الرقص ونوادي الجاز وحتى بيوت الدعارة. علاوةً على ذلك، أدى سطوع نجم الجاز والذي تصادف مع التوسع في الصناعة الحديثة للتبغ في الولايات المتحدة إلى انتشار الحشيش. حيث تم تداوله تحت أسماء أخرى مثل «الشاي» و"muggles" و"reefer" في مجتمعات الجاز. وكان للتدخين أثرًا بالغًأ على الجاز في العشرينيات والثلاثينيات لدرجة أنه وجد في بعض الأغاني التي تم تلحينها في ذلك الوقت مثل Muggles التي لحنها Louis Armstrong، وكذلك أغنية Smoking Reefers التي لحنها Larry Adler، وكذلك أغنية Chant of The Weed التي لحنها Don Redman. واستمرت شعبية الماريجوانا بين موسيقيي الجاز مرتفعة حتى الأربعينيات والخمسينيات، عندما تم الاستعاضة عنه جزئيا بالهيروين.
وهناك شكل آخر من الموسيقى الشعبية الحديثة التي ارتبطت كثيرًا بتدخين الحشيش ألا وهي موسيقى ريجي وهي نوع من الموسيقى نشأ في جاميكا في أواخر الخمسينيات وأوائل الستينيات. ويعتقد أن من قدم الحشيش أو جانجا إلى جاميكا هم العمالة الهندية المهاجرة وكان مرتبطًا بصورة أساسية بالعمال الهنود حتى الحركة الراستفارية في منتصف القرن العشرين. ويعتبر تدخين الحشيش في الراستافارية وسيلة للتقرب من الله، أو جاه، وهي الرابطة التي تم نشرها بشكل أساسي بواسطة رموز موسيقى الريجي مثل بوب مارلي وبيتر توشاك في الستينيات والسبعينيات.
التدخين هو عملية يتم فيها حرق مادة، غالبًا ما تكون هذه المادة هي التبغ، حيث يتم تذوق الدخان أو استنشاقه. وتتم هذه العملية في المقام الأول باعتبارها ممارسة لتروح النفس عن طريق استخدام المخدر، حيث يَصدر عن الاحتراق المادة الفعالة في المخدر، مثل النيكوتين مما يجعلها متاحة للامتصاص من خلال الرئة وأحيانا تتم هذه الممارسة كجزء من الطقوس الدينية لكي تحدث حالة من الغفوة والتنوير الروحي. وتعد السجائر هي أكثر الوسائل شيوعًا للتدخين في الوقت الراهن، سواء كانت السيجارة منتجة صناعيا أو ملفوفة يدويًا من التبغ السائب وورق لف السجائر. وهناك وسائل أخرى للتدخين تتمثل في الغليون، السيجار، الشيشة، والبونج «غليون مائي».
يعد التدخين من أكثر المظاهر شيوعا لاستخدام المخدرات الترويحي. وفي الوقت الحاضر، يعد تدخين التبغ من أكثر أشكال التدخين شيوعًا حيث يمارسه أكثر من مليار شخص في معظم المجتمعات البشرية.وهناك أشكال أقل شيوعا للتدخين مثل تدخين الحشيش والأفيون. وتعتبر معظم المخدرات التي تُدخن إدمانية. وتصنف بعض المواد على أنها مخدرات صلبة مثل الهيروين والكوكايين الصلب. وهي مواد ذات نسبة استخدام محدودة حيث أنها غير متوفرة تجاريًا.
يرجع تاريخ التدخين إلى عام 5000 قبل الميلاد، حيث وُجد في العديد من الثقافات المختلفة حول العالم. وقد لازم التدخين قديما الاحتفالات الدينية; مثل تقديم القرابين للآلهة، طقوس التطهير، أو لتمكين الشامان والكهنة من تغيير عقولهم لأغراض التكهن والتنوير الروحي. جاء الاستكشاف والغزو الأوروبي للأمريكتين، لينتشر تدخين التبع في كل أنحاء العالم انتشارًا سريعًا. وفي مناطق مثل الهند وجنوب الصحراء الكبرى بأفريقيا، اندمج تدخين التبغ مع عمليات التدخين الشائعة في هذه الدول والتي يعد الحشيش أكثرها شيوعًا. أما في أوروبا فقد قدم التدخين نشاطًا اجتماعيًا جديدًا وشكلاً من أشكال تعاطي المخدرات لم يكن معروفًا من قبل.
اختلف طرق فهم التدخين عبر الزمن وتباينت من مكان إلى آخر، من حيث كونه مقدس أم فاحش، راقي أم مبتذل، دواء عام -ترياق- أم خطر على الصحة. ففي الآونة الأخيرة وبشكل أساسي في دول الغرب الصناعية، برز التدخين باعتباره ممارسة سلبية بشكل حاسم. في الوقت الحاضر، أثبتت الدراسات الطبية أن التدخين يعد من العوامل الرئيسية المسببة للعديد من الأمراض مثل: سرطان الرئة، النوبات القلبية، ومن الممكن أن يتسبب أيضًا في حدوث عيوب خلقية. وقد أدت المخاطر الصحية المثبتة عن التدخين، إلى قيام الكثير من الدول بفرض ضرائب عالية على منتجات التبغ، بالإضافة إلى القيام بحملات سنوية ضد التدخين في محاولة للحد من تدخين التبغ.
يرجع تاريخ التدخين إلى عام 5000 قبل الميلاد في الطقوس الشامانية.[2] وقد قامت الكثير من الحضارات مثل الحضارة البابلية والهندية والصينية بحرق البخور كجزء من الطقوس الدينية، وكذلك قام بنو إسرائيل ولاحقا الكنائس المسيحية الكاثوليكية والأرثوذكسية بالفعل نفسه. ويرجع ظهور التدخين في الأمريكتين إلى الاحتفالات التي كان يقيمها كهنة الشامان ويحرقون فيها البخور، ولكن فيما بعد تمت ممارسة هذه العادة من أجل المتعة أو كوسيلة للتواصل الاجتماعي.[3] كما كان يُستخدم تدخين التبغ وغيره من المخدرات المسببة للهلوسة من أجل إحداث حالة من الغيبوبة أو للتواصل مع عالم الأرواح.
ويرجع تاريخ استخدام مواد مثل الحشيش، الزبد المصفى (السمن)، أحشاء السمك، جلود الثعابين المجففة، وغيرها من المعاجين التي تُلف وتُشكل حول أعواد البخور إلى 2000 عام على الأقل. وقد كان يوصف التبخير (dhupa) وقرابين النار (homa) في طب أيورفيدا لأغراض طبية وتمت ممارسة هذه العادات لمدة لا تقل عن 3000 سنة، بينما التدخين (dhumrapana) (ويعني حرفيًا «شرب الدخان») فتمت ممارسة لمدة لا تقل عن 2000 سنة. فقبل العصر الحديث، كانت تُستهلك هذه المواد من خلال أنابيب، وقصبة مختلفة الأطوال.